# 석비

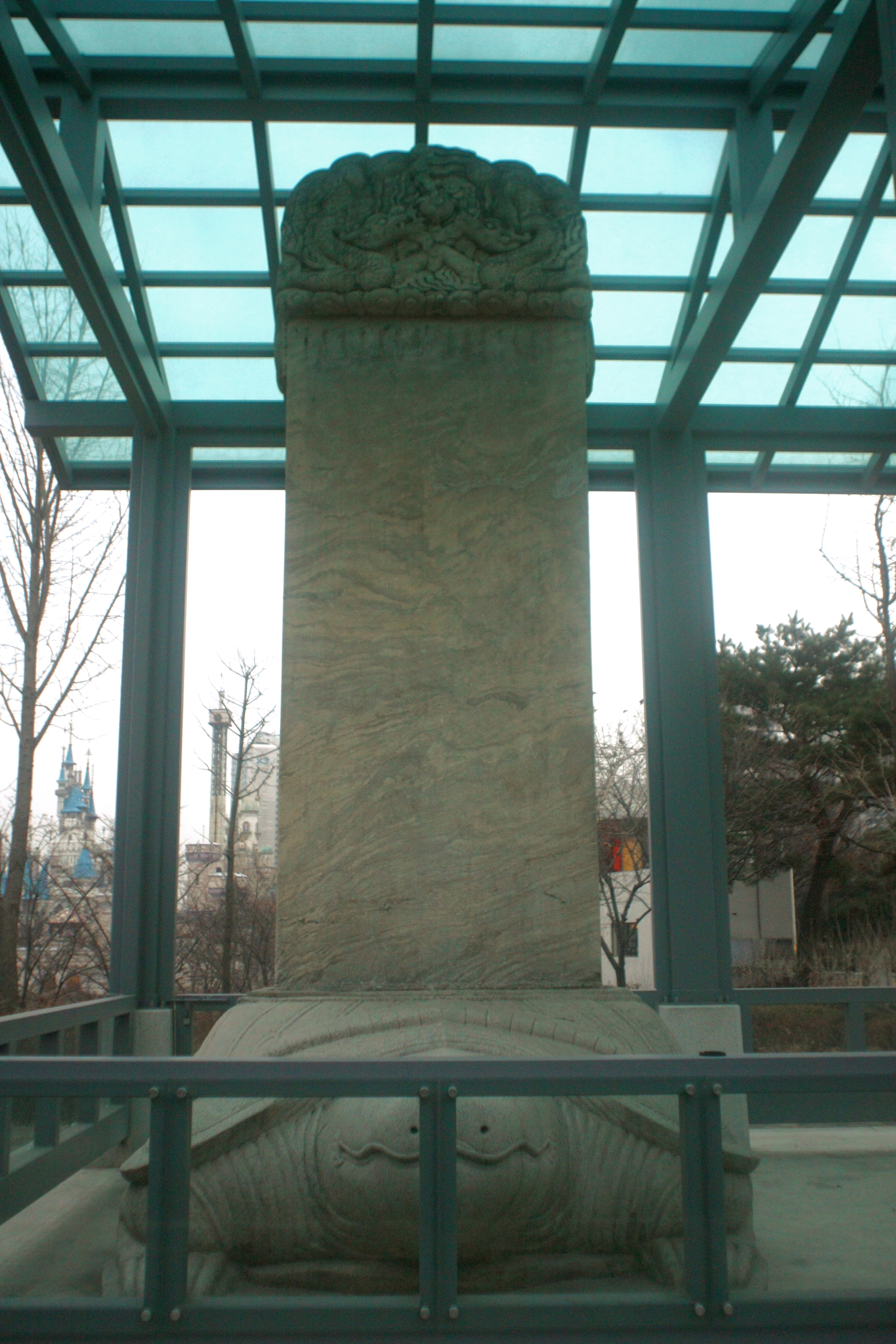
17세기의 석비, 삼전도비

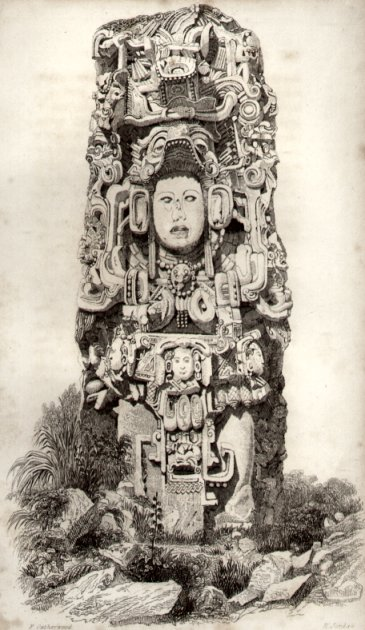
온두라스 코판의 스테라 N. 프레더릭 캐더우드가 1839년에 그린 카크 이퍄흐 찬 카윌("스모크 셸") 왕의 모습이다.

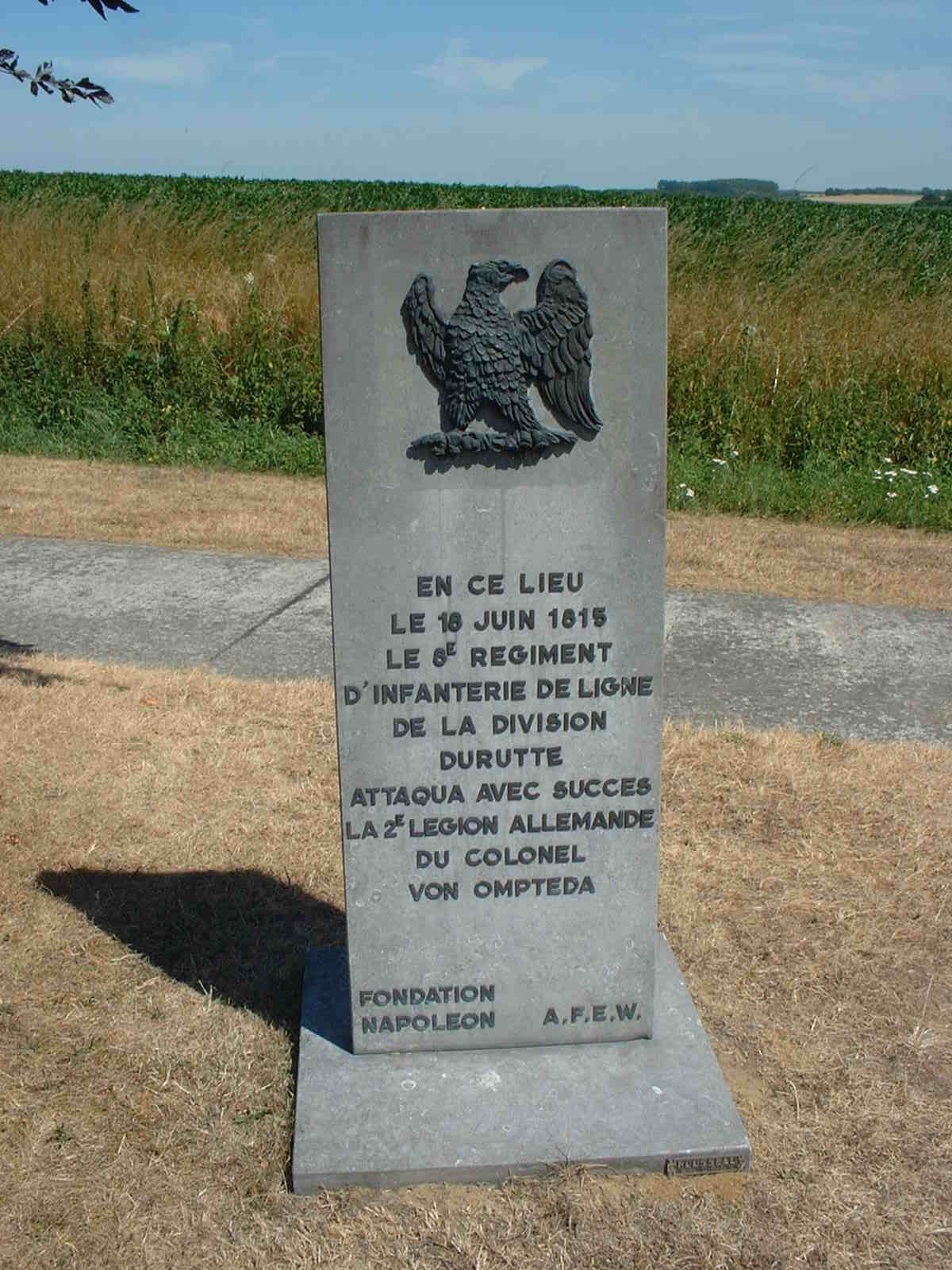
프랑스 제8보병연대 비석. 워털루 전장에 있는 여러 비석 중 하나.

석비(石碑)는 일반적으로 너비보다 높이가 더 긴 돌 또는 나무판으로, 고대 세계에 기념건축물로 세워졌다. 석비의 표면에는 종종 글이나 장식, 또는 둘 다 새겨져 있다. 이것들은 새겨지거나, 부조로 조각되거나, 채색될 수 있다. 돌비라고도 한다.
석비는 여러 이유로 만들어졌다. 묘혈 석비는 장례나 기념 목적으로 사용되었다. 돌판 형태의 석비는 고대 고대 그리스와 고대 로마의 정부 공고문이나 경계 (지리학)나 재산 경계를 표시하는 지계표로도 사용되었다. 석비는 때때로 전투를 기념하기 위해 세워지기도 했다. 예를 들어, 다른 기념물과 함께 워털루 전투 전장에는 전투 참가자들의 주요 활동 장소에 6개 이상의 석비가 세워져 있다.
전통적인 서양의 묘비 (머릿돌, 묘석, 비석 또는 표지석)는 기술적으로 고대 석비의 현대적 등가물로 간주될 수 있지만, 이 용어는 이러한 방식으로 거의 사용되지 않는다. 마찬가지로, 비서구 문화권의 석비 형태는 다른 용어로 불릴 수 있으며, "석비(stele)"와 "석비들(stelae)"이라는 단어는 고고학적 맥락에서 유럽, 고대 근동 및 이집트, 중국, 그리고 때때로 콜럼버스 이전 아메리카의 유물에 가장 일관되게 적용된다.

## 역사

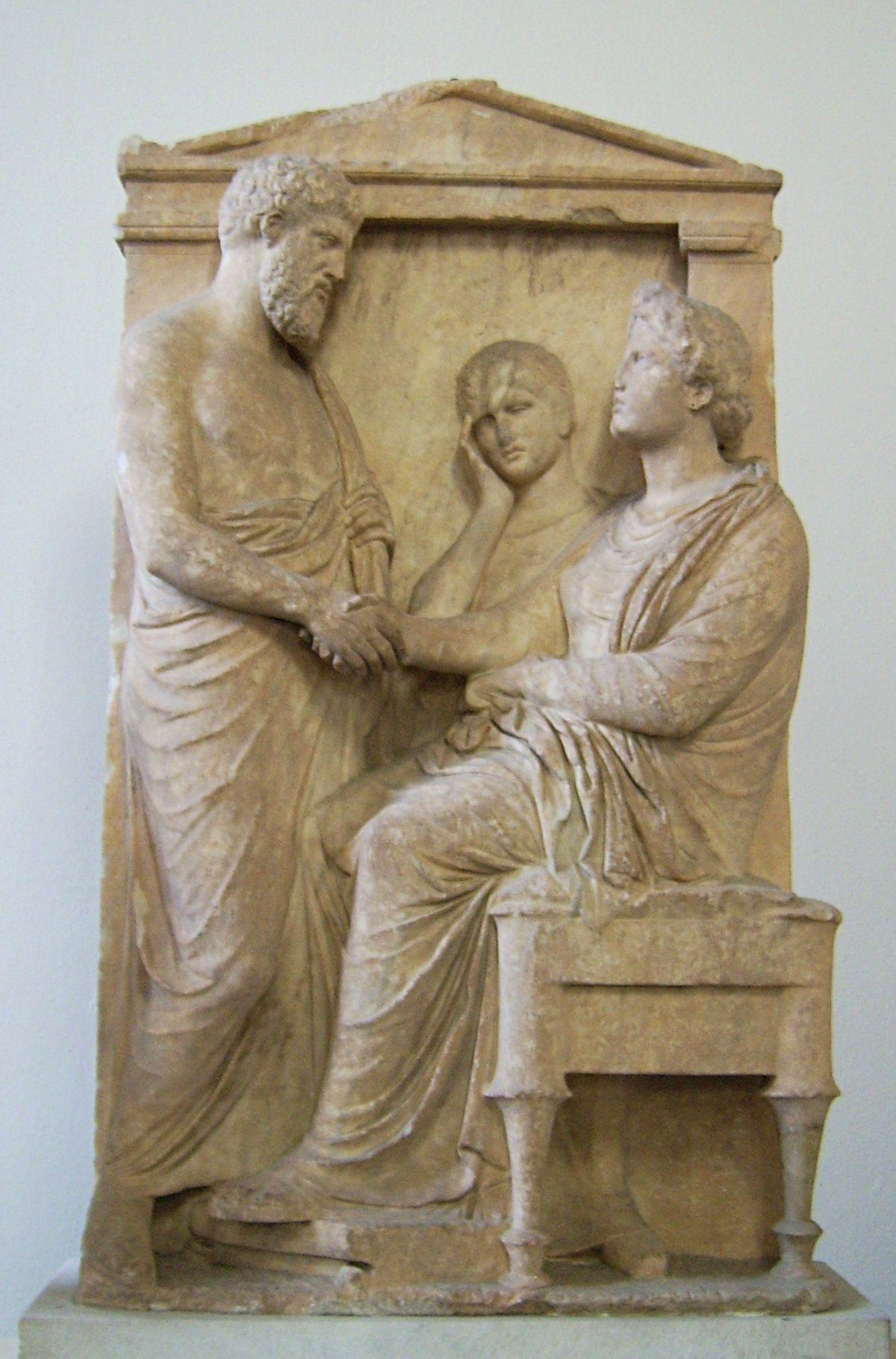
트라세아스와 에우안드리아의 장례 석비, c. 기원전 365년

석비는 법과 칙령을 공포하고, 통치자의 업적과 영예를 기록하며, 신성한 영토나 저당 잡힌 재산을 표시하거나, 영토 표지로 사용되거나, 아마르나의 아케나텐 경계 석비, 또는 군사적 승리를 기념하는 데 사용되었다. 이들은 고대 근동, 메소포타미아, 그리스, 이집트, 소말리아, 에리트레아, 에티오피아에서 널리 사용되었으며, 가장 가능성 있게 독립적으로 중화인민공화국과 다른 극동 지역에서도 사용되었고, 독립적으로 메소아메리카 문명, 특히 올메크 문명과 마야 문명에서도 사용되었다.

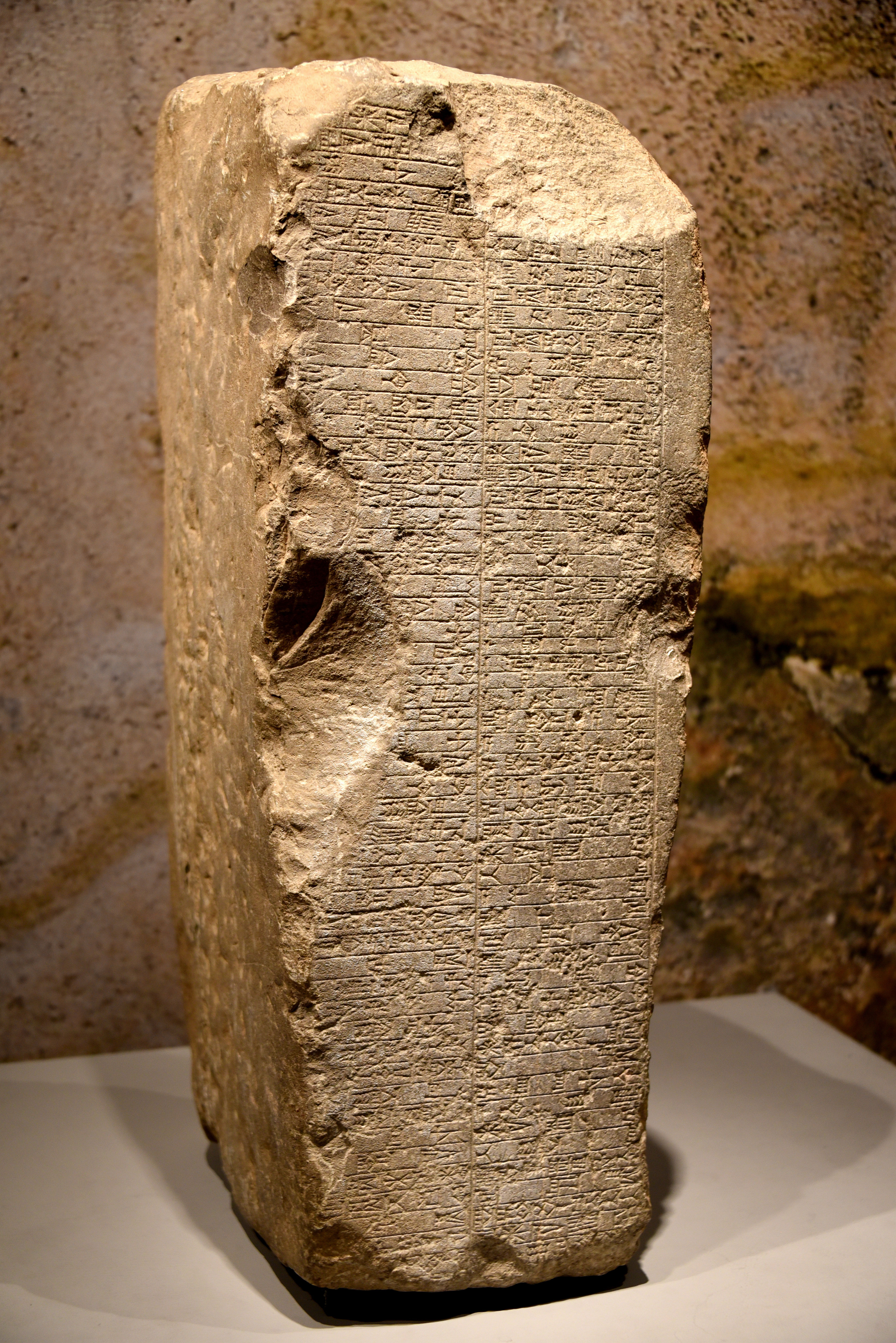
시무룸의 왕 잇디-신의 석비. 고 바빌로니아 시대로 거슬러 올라간다. 이라크 쿠르디스탄의 술레이마니야 주, 카라차탄 마을에서 출토. 이라크의 술레이마니야 박물관에 위치.

고대 이집트와 중앙아메리카에서 현존하는 많은 수의 석비(비문 포함)는 이들 문명에 대한 가장 크고 중요한 정보원 중 하나이며, 특히 마야 석비가 그러하다. 이해도를 높이는 데 기여한 가장 유명한 비문 석비의 예는 이집트 상형문자를 해독하는 데 획기적인 발전을 가져온 로제타석이다. 티글라트-필레세르 3세에 대한 유익한 석비는 대영박물관에 보존되어 있다. 한 교회의 벽에 세워진 두 개의 석비는 에트루리아어와 관련된 주요 문서이다.
리비아의 북아프리카에서 스코틀랜드까지 비문 없이 세워진 입석(선돌)은 신석기 시대의 비문 없는 거석기념물 문화의 기념물이었다. 스코틀랜드의 픽트 석은 종종 정교하게 조각되었으며 6세기에서 9세기 사이에 만들어졌다.
오벨리스크는 특수한 종류의 석비이다. 도서예술 아일랜드와 그레이트브리튼섬의 하이스 크로스는 특수한 석비이다. 북아메리카와 남아메리카의 돌로 만든 토템폴도 특수한 형태의 석비로 간주될 수 있다. 일반적으로 새겨진 이름과 종종 새겨진 묘비명을 포함하는 묘비는 서구 문화에서 볼 수 있는 가장 흔한 유형의 석비 중 하나이다.
가장 최근에는 베를린의 학살된 유럽 유대인을 위한 기념물에서 건축가 피터 아이젠먼이 약 2,700개의 비어 있는 석비로 구성된 광장을 만들었다. 이 기념물은 단지 광장으로 읽히는 것이 아니라 홀로코스트의 기억과 관련된 데이터의 삭제로도 읽히도록 의도되었다.

### 이집트

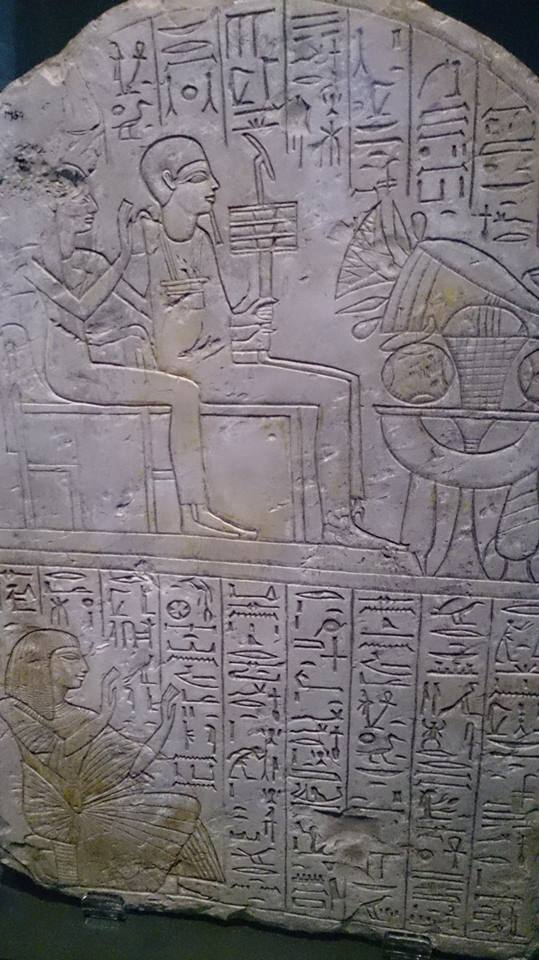
맨체스터 박물관에 있는 이집트 장례 석비의 이집트 상형문자

이집트 석비(또는 돌책 형태의 비석)는 이집트 제1왕조 시기까지 거슬러 올라간다. 이 수직 돌판은 묘비, 종교적 용도, 그리고 경계를 표시하는 데 사용되었으며, 주로 석회암과 사암, 또는 화강암이나 섬록암과 같은 더 단단한 종류의 돌로 만들어졌지만, 후대에는 나무도 사용되었다.
석비는 여러 기능을 수행했다. 봉헌용, 기념용, 경계 또는 한계 석비가 있었지만, 가장 큰 그룹은 무덤 석비였다. 그들의 그림 영역은 종종 가족과 함께 석비 소유자를 보여주었고, 비문에는 죽은 자의 신 중 한두 명에 대한 기도와 봉헌 요청 후에 사망자의 이름과 칭호가 나열되었다. 덜 빈번하게는 자서전적 텍스트가 개인의 삶에 대한 추가 정보를 제공했다.
옛 왕국(기원전 2686년 ~ 2181년)의 마스타바 무덤에서 석비는 현세와 내세 사이의 통로를 상징하는 가짜 문 역할을 했으며, 사망자가 제물을 받을 수 있도록 했다. 이것들은 실제 제물이기도 하고 가짜 문에 새겨진 공식에 의해 표현되기도 했다.
경계 석비는 밭의 크기와 위치, 그리고 국가의 국경을 표시하는 데 사용되었다. 봉헌 석비는 순례자들이 신이나 신성한 동물에게 경의를 표하기 위해 신전에 독점적으로 세웠다. 기념 석비는 파라오나 그의 고위 관리들이 그의 통치 기간의 중요한 사건들을 자세히 기록하기 위해 신전에 세웠다. 가장 널리 알려진 이집트 석비 중 일부는 다음과 같다: 힉소스의 패배를 기록한 카모세 석비; 누비아 파라오 피예가 나라를 재정복하는 과정을 묘사한 피예의 승리 석비; 아마르나 시대 이후 시행된 종교 개혁을 자세히 설명하는 투탕카멘 복원 석비(기원전 1336년 ~ 1327년); 그리고 이스라엘 민족에 대한 최초의 역사적 언급이 포함된 메르넵타 석비이다. 프톨레마이오스 시대(기원전 332년 ~ 30년)에는 파라오와 사제단이 발표한 칙령이 상형문자, 민중문자, 그리스어로 석비에 새겨졌는데, 가장 유명한 예는 로제타석이다.

### 우라르투
우라르투 석비는 기원전 9세기에서 6세기 사이에 현대 아르메니아, 튀르키예, 이란의 아르메니아 고원에 존재했던 철기 시대 왕국에서 다양한 목적으로 세워진 독립형 돌 오벨리스크였다. 일부는 신전 단지 내에 위치하거나 기념비적인 바위로 깎은 벽감(예: 반 (튀르키예)의 바위 벽감, 1916년 마르와 오르벨리가 발견) 안에 설치되거나 무덤 옆에 세워졌다. 켈라신 석비와 같이 다른 석비는 고립된 위치에 서 있었고, 기념 기능을 하거나 경계 표지 역할을 했다. 때로는 아무런 장식이 없기도 했지만, 대부분은 석비의 기능이나 세워진 이유를 자세히 설명하는 쐐기 문자 비문을 가지고 있었다. 반의 "서쪽 벽감"에서 발견된 석비에는 사르두리 2세의 통치 연대기가 담겨 있었는데, 사건들이 연도별로 자세히 기록되어 있었고 각 연도는 "신 칼디 (신)를 위해 나는 이 업적을 이루었다"라는 문구로 구분되어 있었다. 우라르투 석비는 때때로 기독교 아르메니아 묘비로 재사용되거나 아르메니아 건축에서 재활용 건축 자재로 사용되기도 한다. 마란치는 이러한 재사용이 과거의 효력을 활용하려는 의도적인 욕구였다고 제안한다. 일부 학자들은 우라르투 석비가 아르메니아의 하치카르 발전에 영향을 미쳤을 수도 있다고 제안한다.

### 그리스

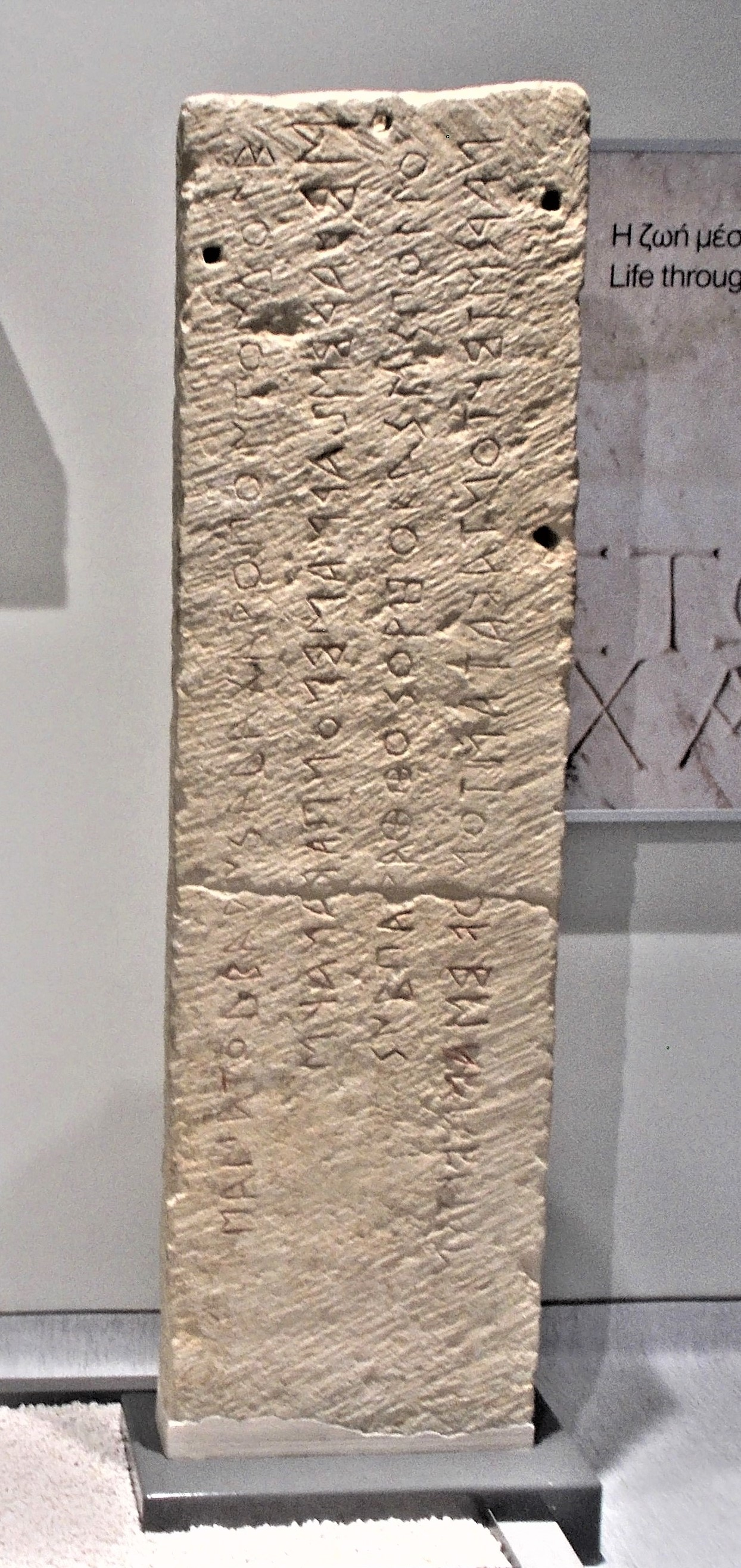
코르푸 고고학 박물관의 아르니아다스 석비

그리스 장례 표지, 특히 아티카의 표지는 아테네에서 길고 진화적인 역사를 가졌다. 대중적이고 사치스러운 행렬 장례식에서 화장 후 재를 보관하는 데 사용되는 다양한 종류의 도자기에 이르기까지, 가시성은 항상 아테네의 고대 그리스 장례 표지에서 큰 부분을 차지했다. 스텔라이(stele의 그리스어 복수형)와 관련하여, 고대 아테네의 아르카이 양식 시대(기원전 600년)에는 석비가 종종 남성 운동선수와 같은 특정 인물 원형을 보여주었다. 일반적으로 그들의 인물은 단일했지만, 이 시기에는 두 명 이상의 인물이 있는 경우도 있었다. 기원전 6세기와 5세기로 넘어가면서 그리스 스텔라이는 인기가 하락했다가 다시 아테네에서 인기를 얻었으며, 가족 단위나 가정 장면과 같은 여러 인물을 보여주는 장면으로 진화했다. 그러한 주목할 만한 예 중 하나는 헤게소의 석비이다. 일반적으로 묘비 스텔라이는 대리석으로 만들어지고 부조로 조각되었으며, 대부분의 고대 그리스 미술처럼 생생하게 채색되었다. 스텔라이의 더 많은 예시를 보려면 게티 박물관에서 출판한 그리스 장례 조각 카탈로그가 유용한 자료이다.

### 중국

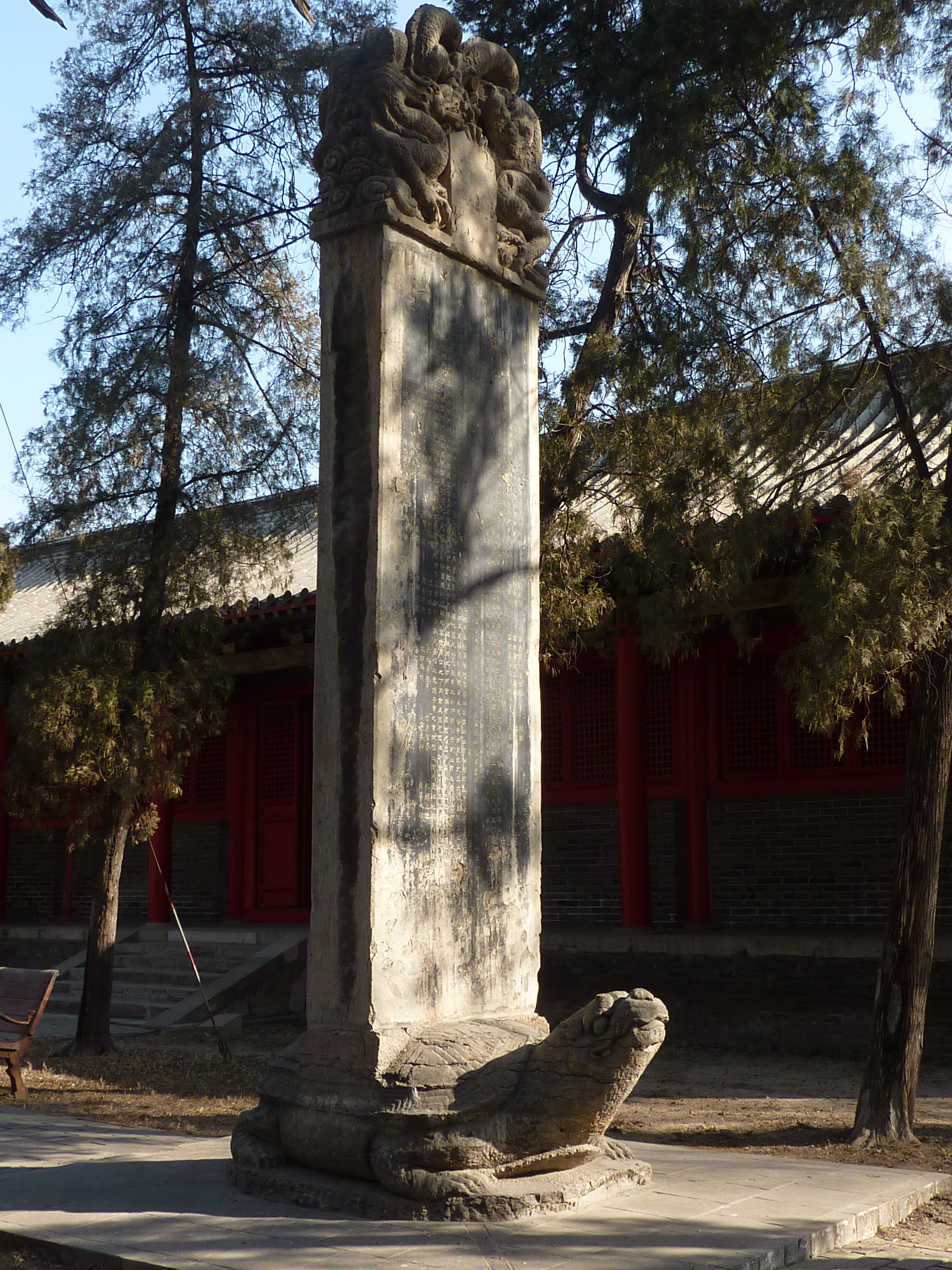
산둥 취푸시에 있는 원나라 지정 9년(서기 1349년)에 세워진 비시가 받치고 있는 안자묘 개축 비석.

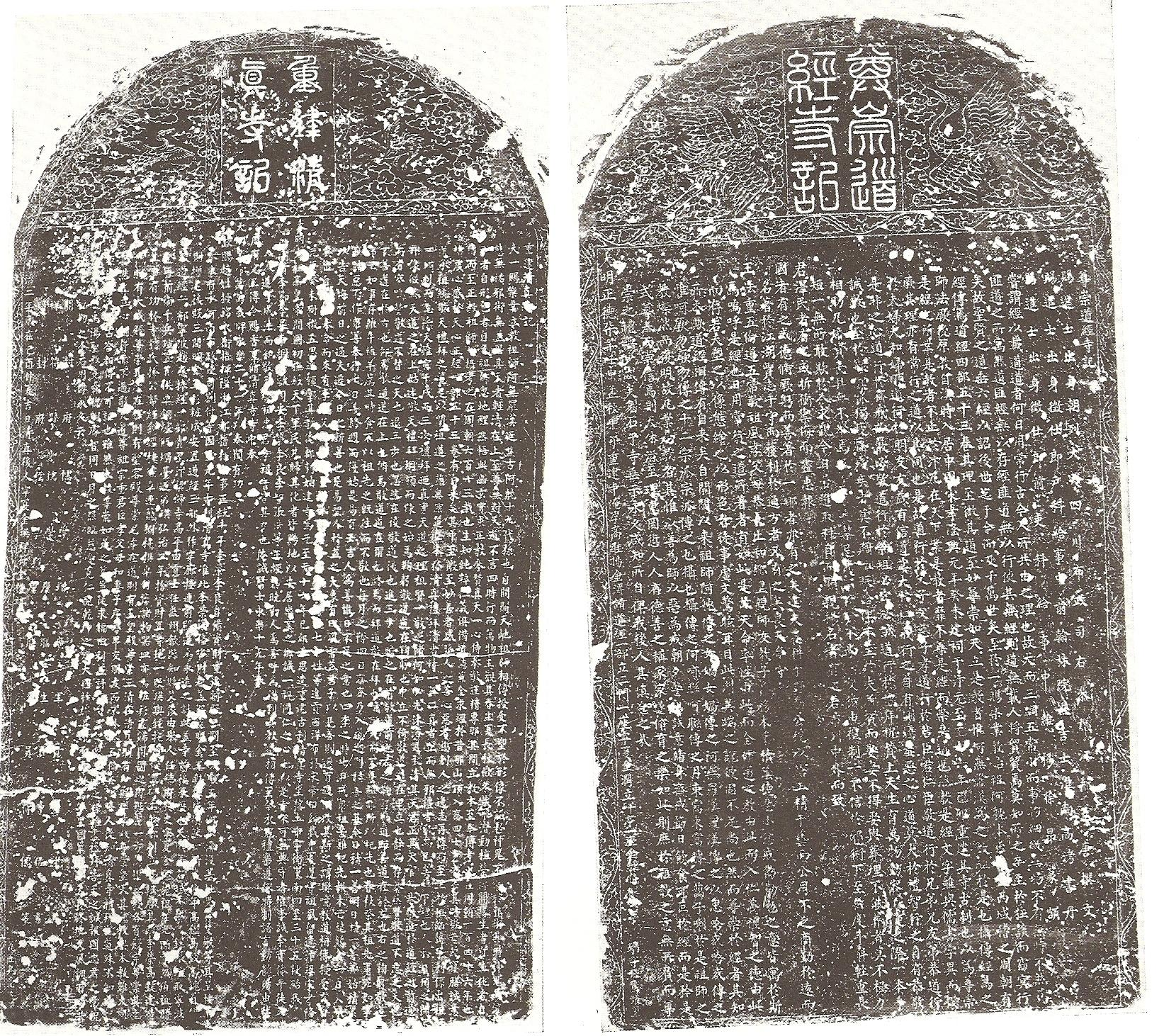
카이펑 유대인이 남긴 1489년(왼쪽)과 1512년(오른쪽) 비석의 중국식 탁본.

석비(중국어: 碑)는 중화인민공화국에서 중요한 석각 매체였으며, 가장 초기의 예는 진나라 시대부터 시작된다. 중국의 석비는 일반적으로 직사각형 석판으로, 그 위에 장례, 기념 또는 교훈적인 내용의 한자가 음각으로 새겨져 있다. 석비는 유능한 문인과 관리를 기념하고, 시, 초상화 또는 지도를 새기며, 종종 유명한 역사적 인물의 중국 서예를 포함한다. 기념적 가치 외에도 많은 중국 석비는 전통 중국 서예 서체, 특히 예서의 모범으로 간주된다.
당나라 이전의 중국 석비는 드물다. 진나라 이전의 몇 개, 한나라#서한의 약 12개, 한나라#동한의 160개, 위 (삼국), 진나라 (265년-420년), 남북조 시대, 수나라 왕조의 수백 개가 있다. 한나라 시대에는 사망한 사람의 전기적 정보를 담은 묘지명(墓誌, mùzhì)이 나무판 대신 석판에 쓰이기 시작했다.
무덤이나 사원에 비석을 세우는 것은 결국 널리 퍼진 사회적, 종교적 현상이 되었다. 황제들은 인구에 의한 장례 비석 사용을 규제하는 법률을 공포할 필요성을 느꼈다. 명나라 법률은 창시자인 홍무제에 의해 14세기에 제정되었으며, 다양한 계급의 중국 귀족과 관료에게 신분 상징으로 사용할 수 있는 여러 유형의 비석을 나열했다. 최고 귀족과 만다린은 돌 거북 위에 설치되고 뿔 없는 용으로 장식된 비석을 사용할 수 있었고, 하급 관리들은 단순한 직사각형 받침대 위에 서 있는 평범한 둥근 상단 비석으로 만족해야 했다.
석비는 중화인민공화국의 거의 모든 중요한 산과 역사적 유적지에서 발견된다. 진시황제는 기원전 3세기에 자신의 영토를 5번 순행하며 이사 (진나라)에게 자신의 업적을 기념하고 칭송하는 7개의 석각을 만들게 했으며, 이 중 두 개의 파편이 남아있다. 가장 유명한 산 석비 중 하나는 태산에 있는 13 m (43 ft) 높이의 석비로, 725년에 당 현종의 친필 서예가 새겨져 있다.
이러한 돌 기념물 중 다수는 중국 소수 종교 공동체의 기원과 역사를 보존하고 있다. 8세기 시안시의 기독교인들은 대진경교유행중국비를 남겼는데, 이 비석은 여러 세기 동안 지하에 묻혀 있다가 후대 역사의 불리한 사건들을 견뎌냈다. 카이펑 유대인이 1489년, 1512년, 1663년에 만든 석비들은 시나고그를 여러 번 파괴한 황하의 반복적인 홍수를 견뎌내고 그들의 세계에 대해 우리에게 알려준다. 중국 무슬림도 상당한 고대의 석비들을 많이 가지고 있으며, 종종 중국어와 아랍어 텍스트를 모두 포함하고 있다.
원래의 요구 사항을 초과하고 더 이상 관련이 없는 수천 개의 석비들이 시안의 비림 박물관에 모여 있으며, 이곳은 인기 있는 관광 명소이다. 다른 곳에서는 베이징의 둥웨묘, 오탑사, 종루와 같은 특정 장소에서도 많은 불필요한 석비들을 찾아볼 수 있다. 이들은 관광객을 유치하기 위해 모여 있으며, 또한 지방 당국이 이들을 어떻게 처리해야 할지에 대한 문제를 해결하는 수단이기도 하다. 이 석비에 새겨진 길고 상세한 비문은 대부분 흰 대리석에 1인치 정도 크기의 글자로 얕게 새겨져 있어 읽기가 거의 불가능하며, 석비의 높이가 종종 3미터 이상이어서 보기가 어렵다.
중국에는 10만 개 이상의 현존하는 석각이 있다. 그러나 약 3만 개만이 전사되거나 탁본되었고, 그 3만 개 중 정식으로 연구된 것은 더 적다.

### 마야 석비
마야 석비는 고대 메소아메리카의 마야 문명에 의해 만들어졌다. 이들은 높이 솟은 조각된 돌 기둥 또는 판으로 구성되어 있으며, 종종 낮은 원형 돌과 연관되어 제단이라고 불리지만, 그 실제 기능은 불확실하다. 많은 석비는 저부조로 조각되었지만, 평범한 기념물도 마야 지역 전역에서 발견된다. 이러한 기념물 조각은 메소아메리카 연대기#고전기 (서기 250년~900년) 동안 마야 지역 전역으로 퍼져나갔으며, 조각된 석비와 원형 제단의 이러한 조합은 고전 마야 문명의 특징으로 간주된다. 마야 저지대에서 제자리에 발견된 가장 초기에 날짜가 기록된 석비는 과테말라의 대도시 티칼에서 발굴되었다. 고전기 동안 남부 저지대의 거의 모든 마야 왕국은 그들의 의례 중심지에 석비를 세웠다.
석비는 신성한 왕권 개념과 밀접하게 연관되어 있었고, 이 제도와 함께 쇠퇴했다. 마야인에 의한 석비 제작은 기원전 400년경에 시작되어 고전기 말기인 900년경까지 계속되었지만, 일부 기념물은 메소아메리카 연대기#후고전기 ( 900년c.–1521년)에 재사용되었다. 멕시코의 주요 도시 칼라크물은 다른 마야 도시에서 알려진 것 중 가장 많은 수의 석비(최소 166개)를 세웠지만, 보존 상태가 매우 좋지 않다.
마야 지역에서는 수백 개의 석비가 기록되었으며, 다양한 양식적 변형을 보여준다. 많은 석비는 한 면 이상이 조각된 석회암의 수직 판으로, 사용 가능한 표면에는 부조로 조각된 인물상과 마야 문자가 새겨져 있다. 코판과 토니나와 같이 일부 유적지의 석비는 현지에서 구할 수 있는 돌이 허용하는 경우 훨씬 더 입체적인 모습을 보여준다. 평범한 석비는 채색되거나 스투코 장식으로 덮이지 않은 것으로 보이지만, 대부분의 마야 석비는 아마도 빨간색, 노란색, 검은색, 파란색 및 기타 색상으로 밝게 채색되었을 것이다.

### 캄보디아

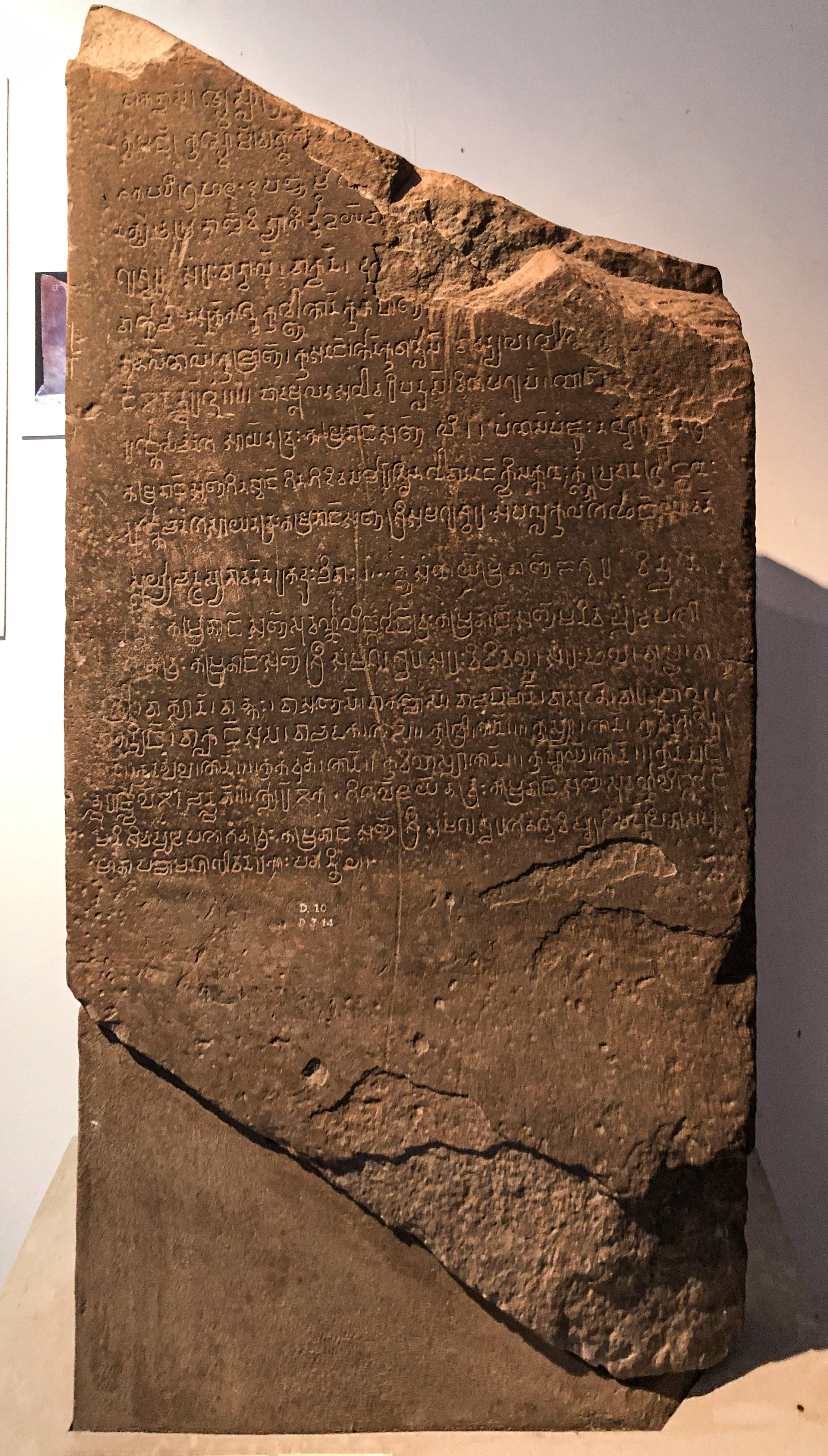
고대 크메르어로 쓰인 삼보르 비문. 이 비문은 텍스트 시작 부분에 있는 "사카기원 605년"(서기 683년)이라는 날짜에서 볼 수 있듯이, 십진수로서 "0"이 가장 오래되고 확고하게 사용된 것을 포함한다. 캄보디아의 크라티에주에서 발견되었다.

크메르 비문은 때때로 석비에 새겨진 5세기 이후의 역사적 텍스트 모음이지만, 더 일반적으로는 본토 동남아시아(캄보디아, 베트남, 태국, 라오스) 전역에서 발견되는 돌과 금속 제품과 같은 재료에 새겨져 있으며 크메르 문명과 관련이 있다. 크메르 비문 연구는 크메르 금석학으로 알려져 있다.
크메르 비문은 고대 크메르 문명 연구를 위한 유일한 현지 문서 출처이다.
길이가 다양한 1,200개 이상의 크메르 비문이 수집되었다. 7세기부터 크메르 금석학이 '폭발적'으로 발전했으며, 가장 초기에 기록된 크메르 석각 비문은 612년에 앙코르 보레이에서 발견되었다.

### 아일랜드

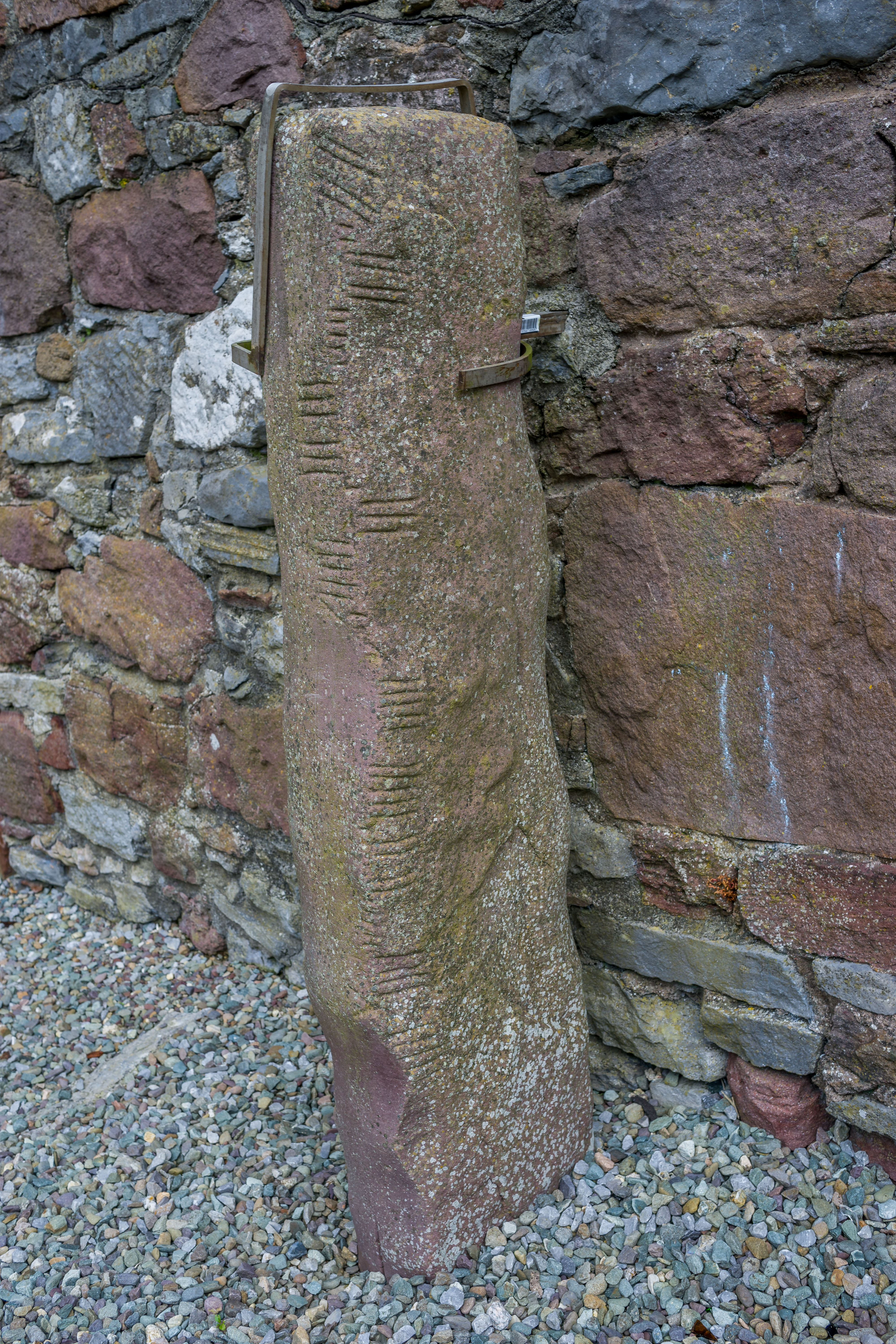
아일랜드 라타스 교회의 오감석

오감 문자 석비는 서기 1천년기 내내 아일랜드 전역의 수백 개 유적지에 세워진 수직 묘비이자 경계 표지이며, 원시 아일랜드어로 된 비문이 새겨져 있다. 이들은 때때로 "석비"로 묘사되기도 했다.

### 아프리카의 뿔

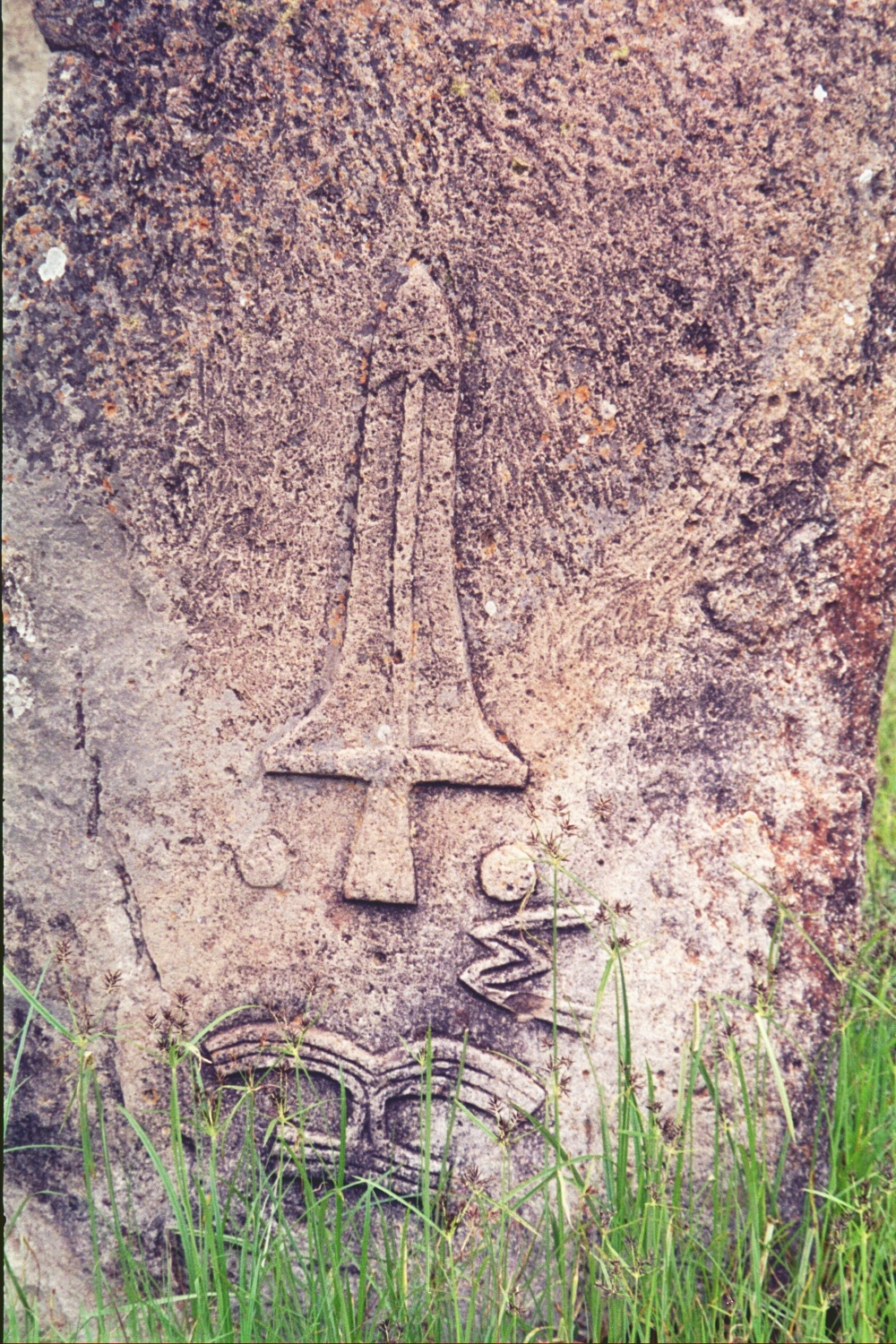
티야의 석비에 새겨진 칼 상징

아프리카의 뿔 지역에는 많은 석비가 있다. 에티오피아와 에리트레아 고지대에서는 악숨 왕국과 그 이전의 D'mt 왕국이 여러 개의 큰 석비를 세웠는데, 이들은 기독교 이전 시대에 종교적 목적을 가졌다. 이 화강암 기둥 중 하나는 세계에서 가장 큰 구조물로, 높이가 90피트에 달한다.
또한, 티야는 에티오피아 중부 구라게 구역에 있는 9개의 거석 기둥 유적지 중 하나이다. 1997년 기준으로 이 지역에는 118개의 석비가 보고되었다. 하디야 구역에 있는 석비와 함께, 다른 시다모 및 콘소 석비는 역사학자들에 의해 악숨 왕국 기원이거나 공통된 지역 문화와 관련되어 있을 수 있다고 이론화되었다.
티야 및 에티오피아 중부의 다른 지역에 있는 석비들은 지부티 (도시)와 지부티의 로야다 사이의 경로에 있는 석비들과 유사하다. 후자 지역에는 여러 인체형 및 남근형 석비가 있는데, 이들은 수직 석판으로 둘러싸인 직사각형 무덤과 관련이 있다. 지부티-로야다 석비는 연대가 불확실하며, 일부는 T자형 상징으로 장식되어 있다.
소말리아의 고대 북서부 도시 아무드 근처에서 오래된 유적지에 이름에 아우라는 접두사가 붙어 있으면(예: 아우바레 및 아우부베 유적지) 그 지역 성인의 마지막 안식처임을 나타냈다. A.T. Curle의 1934년 여러 중요한 폐허 도시에 대한 조사에서는 다양한 유물, 예를 들어 도예와 주화가 발견되었는데, 이는 아달 술탄국의 통치 말기 중세 시대 활동을 시사한다. 이 정착지들 중 아우 바르카드레는 여러 고대 석비로 둘러싸여 있다. 부라오 근처의 매장지 또한 오래된 석비들을 특징으로 한다.

## 주요 석비
- 베스파시아누스 석비
- 함무라비 법전
- 광개토대왕릉비
- 에자나 왕의 석비
- 퀼 테긴
- 렘노스 석비
- 라피스 니제르
- 메사 석비
- 나람신
- 대진경교유행중국비
- 에데사의 돼지 석비
- 테르폰의 돌
- 문묘 (하노이)의 박사 석비
- 람캄행 비문
- 우크라이나 돌 석비
- 바투 타르실라
- 아프리카:
  - 메르넵타 석비
  - 넥타네보 1세의 칙령
  - 로제타석
  - 아케나텐의 경계 석비
  - 팔레르모석
  - 앙케프엔콘수 석비
  - 오파 오라냥
  - 가오사니
  - 부라오 석비
  - 구안체스의 돌
- 서반구:

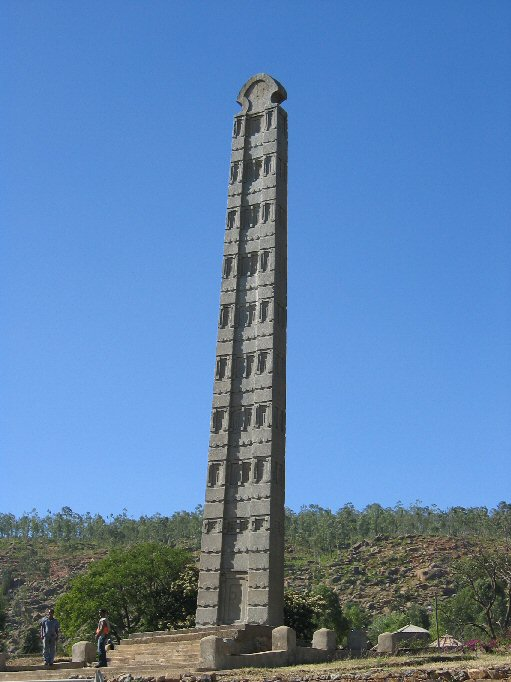
악숨의 에자나 왕의 석비이다.

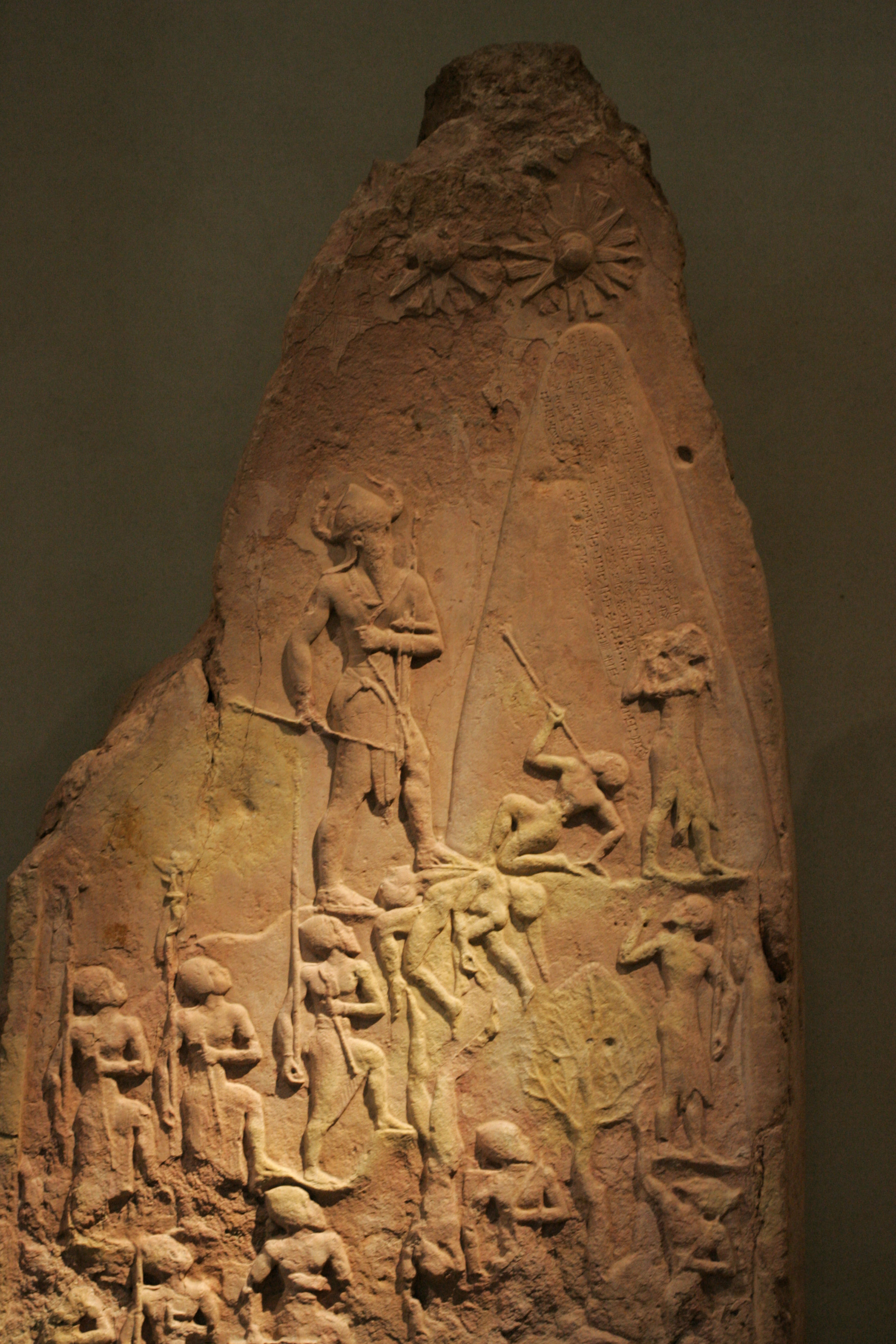
나람신의 승리 석비. 기원전 23세기 메소포타미아의 왕이다.

  - 멕시코: 트레스 사포테스 스테라 C, 이자파 스테라 5, 라 모하라스 스테라 1
  - 과테말라: 피에드라스 네그라스의 스테라 14호
  - 온두라스: 코판의 스테라 H호
  - 페루: 라이몬디 석비

## 갤러리

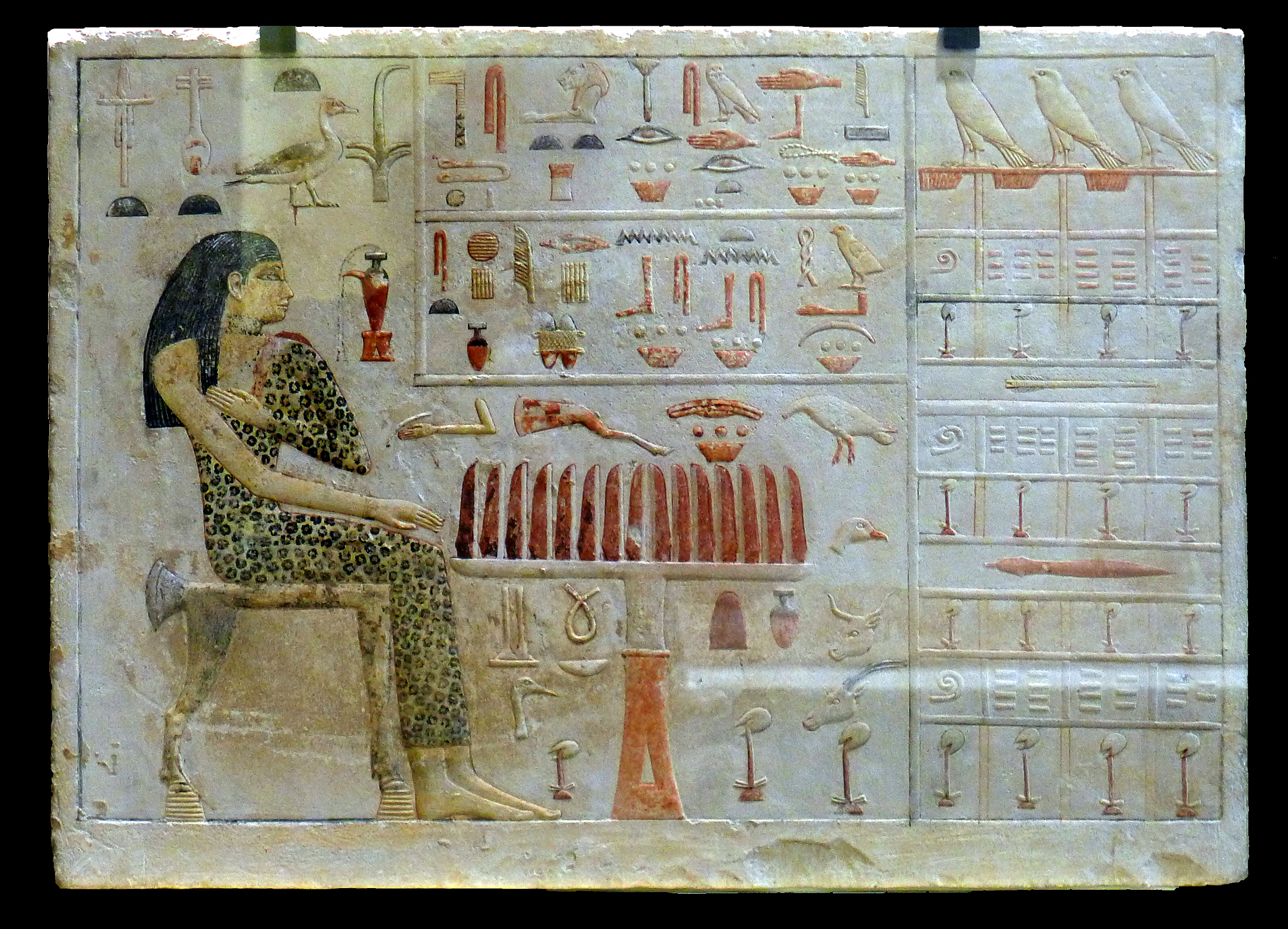
네페르티아벳 공주의 장례 슬래브 석비( 2575c. BC), 이집트 제4왕조
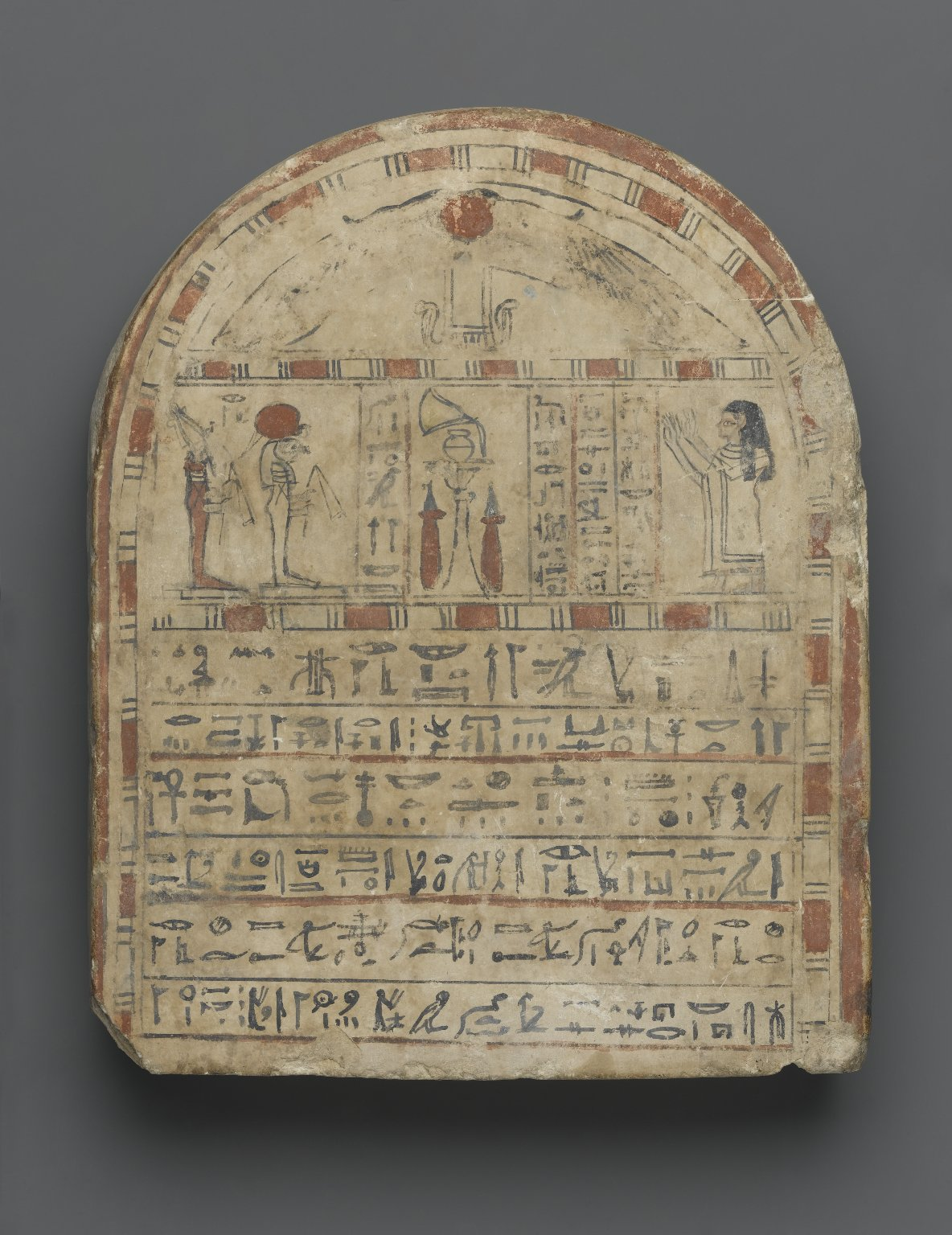
이집트 네헴스-라-타위의 묘비 석비,  760년c.–656 BC
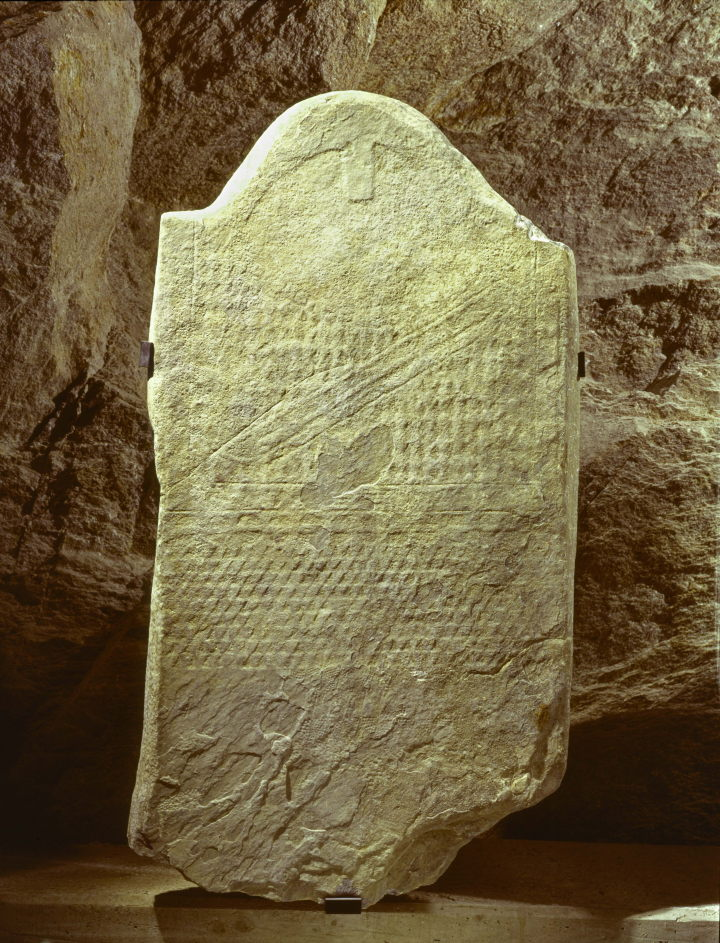
시옹의 프티 샤세르에서 발견된 석비 25호 ( 2500c. BC)
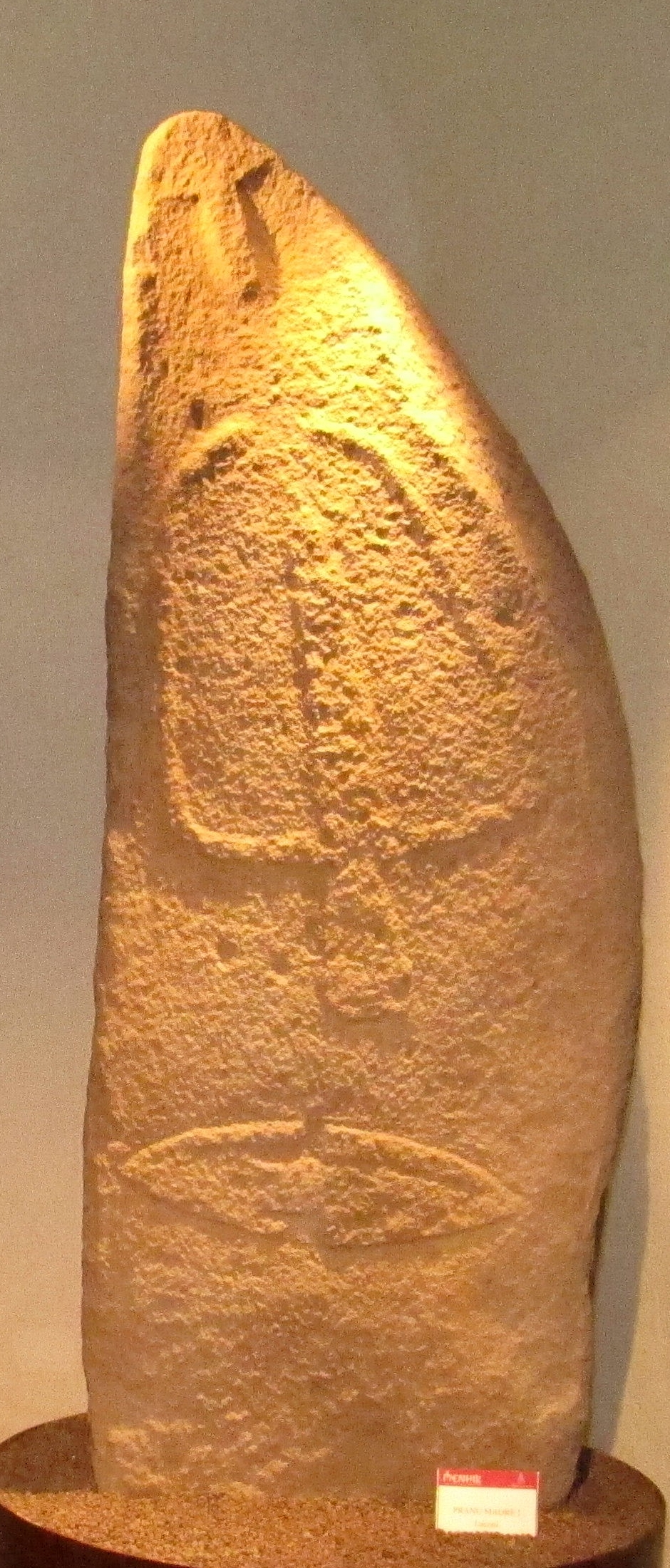
라코니에서 회수되어 아베알주-필리고사 문화로 분류된 신석기 사르데냐 선돌 ( 2500c. BC)
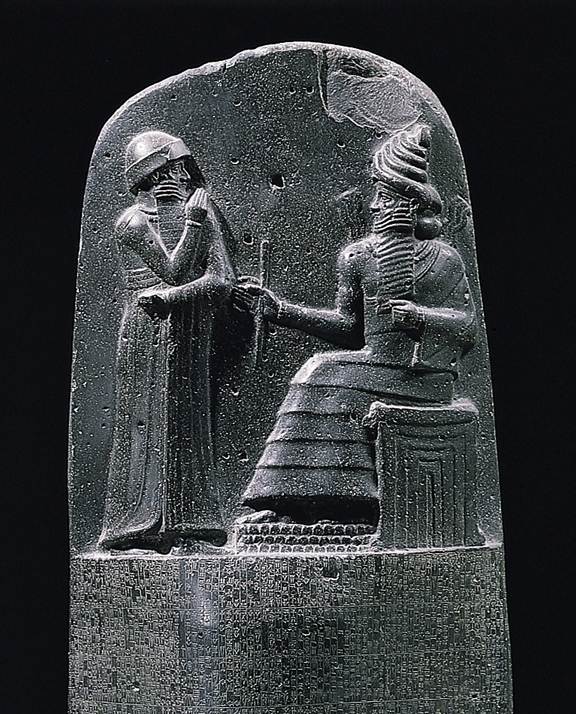
함무라비 법전의 루네트 ( 1750c. BC), 함무라비 왕이 태양신 샤마쉬로부터 법을 받는 모습을 묘사
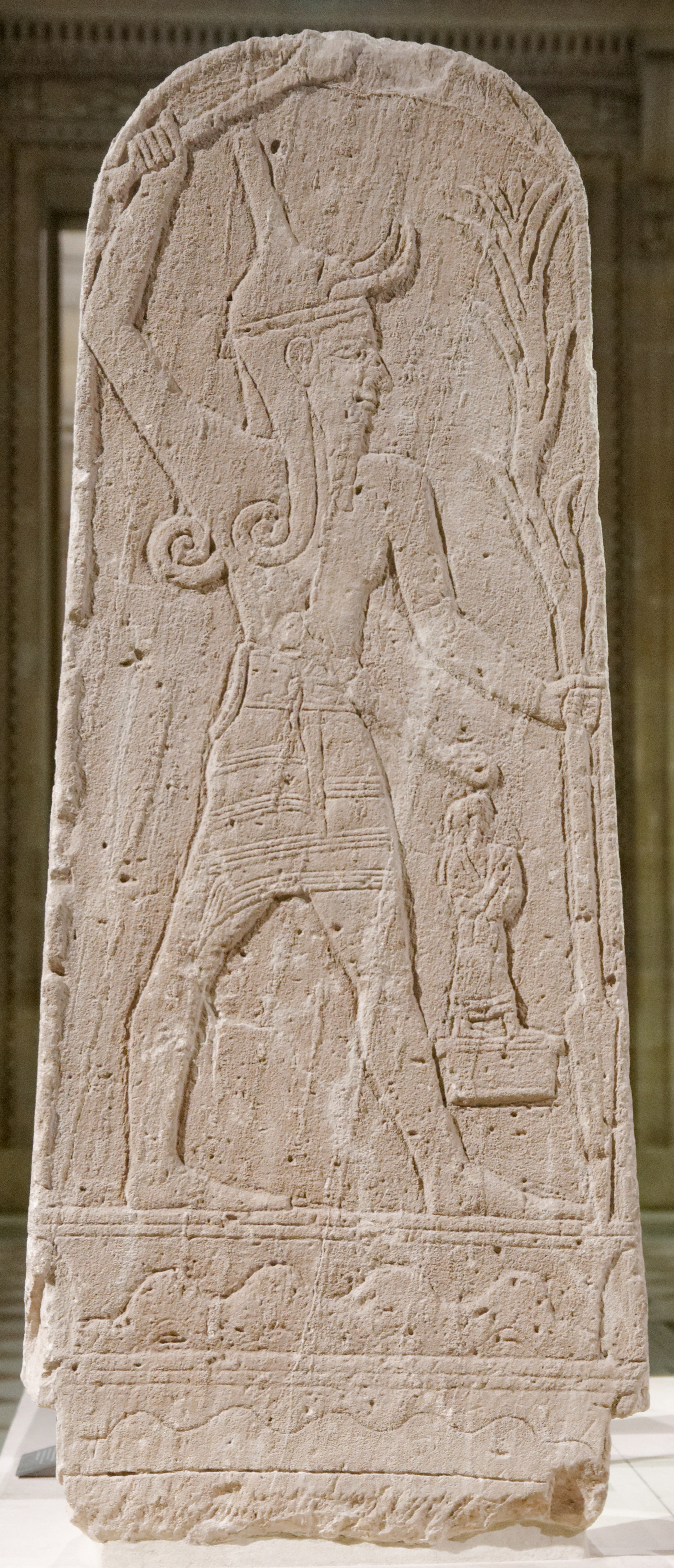
뇌신 바알 ( 14세기c. BC), 시리아 우가리트 출토 석비
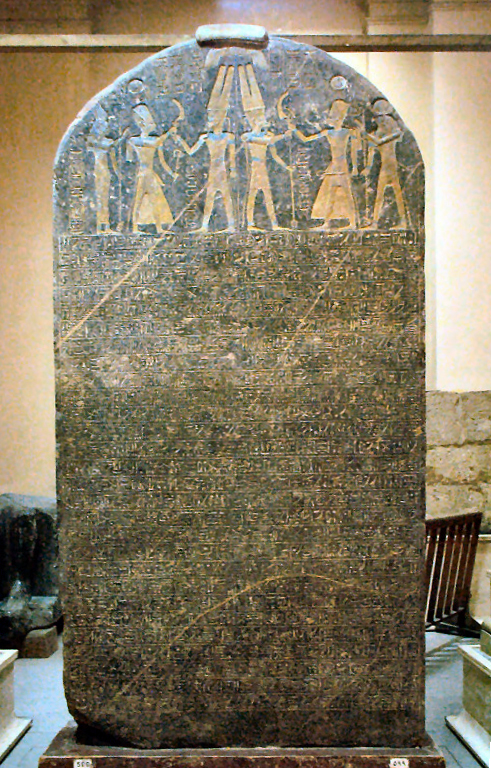
메르넵타 석비 ( 1200c. BC), 아멘호테프 3세의 재사용된 석비 뒷면에 새겨졌으며, 이스라엘이라는 이름이 최초로 언급
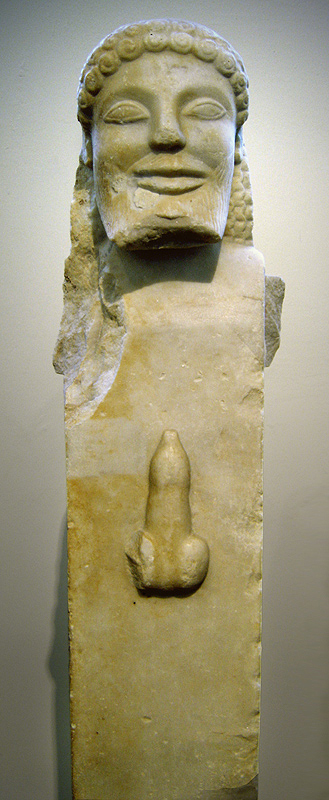
매우 잘 보존된 그리스 헤르메스 ( 520c. BC), 경계 표지 및 악령 방지용으로 사용
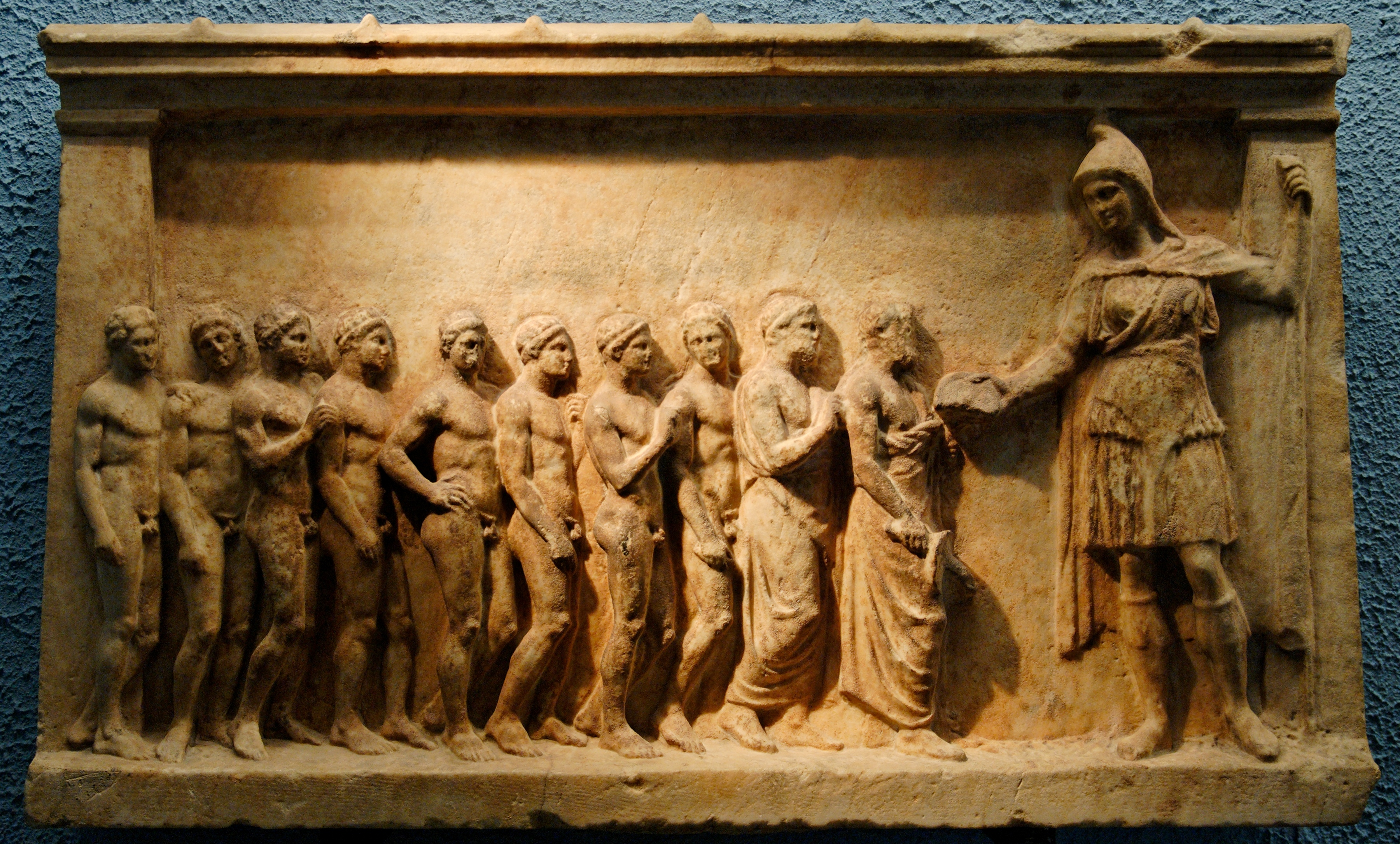
고대 아테네에서 조각된 트라키아 여신 벤디스를 기리는 봉헌 석비 ( 400c. BC)
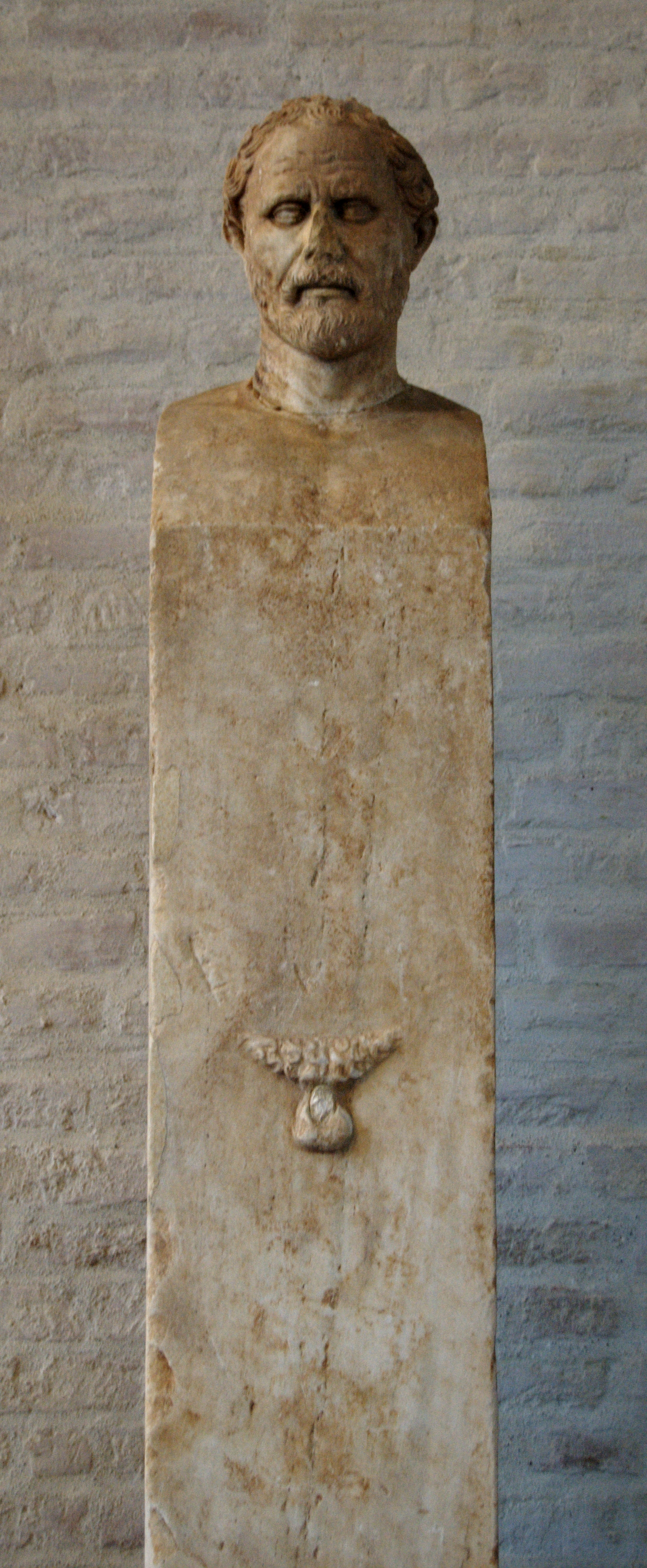
데모스테네스의 헤르메스,  280c. BC 원본의  1520c.년 재현작으로 아테네 시장에 위치
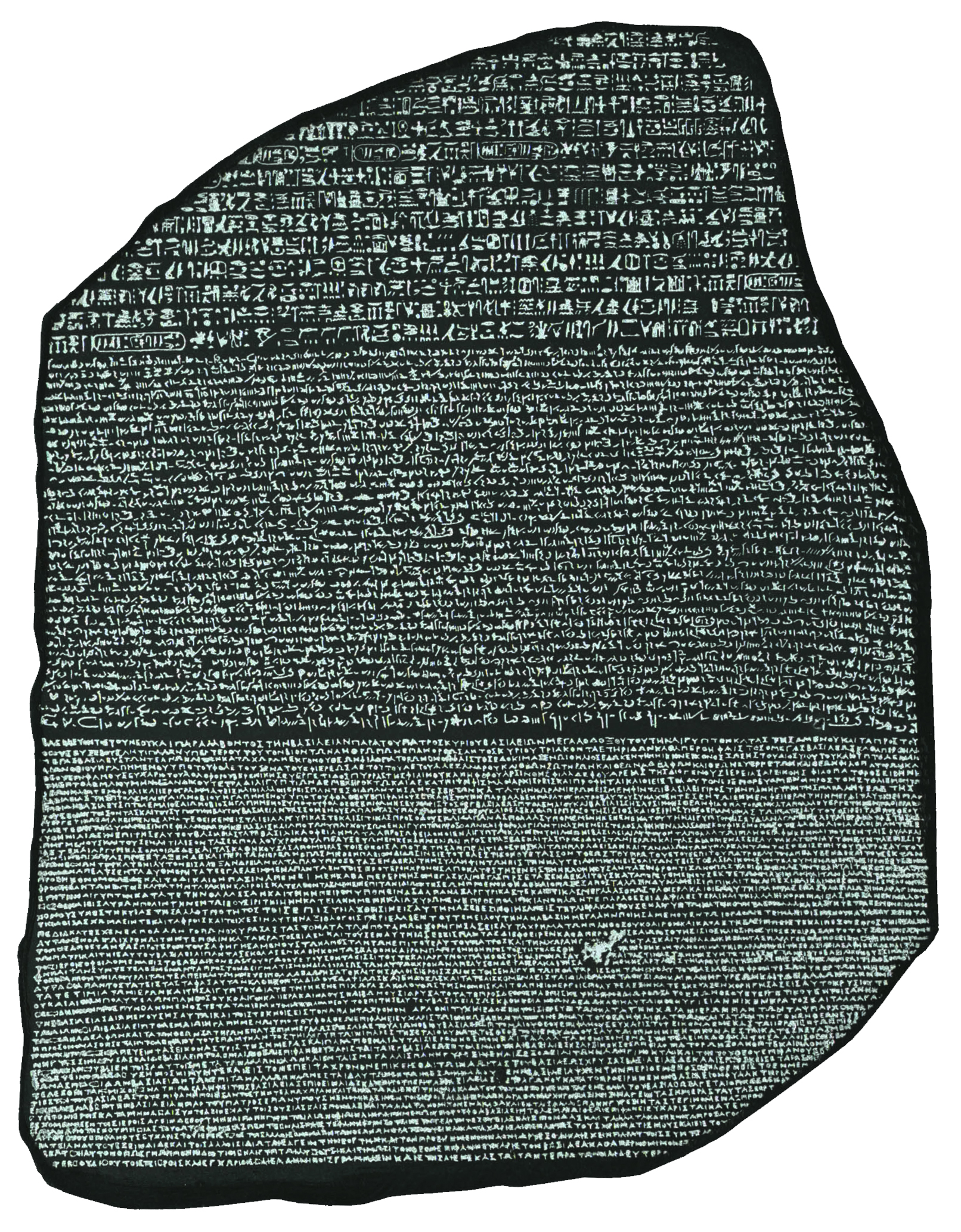
로제타석 (196 BC), 프톨레마이오스 5세의 신성 숭배를 확립
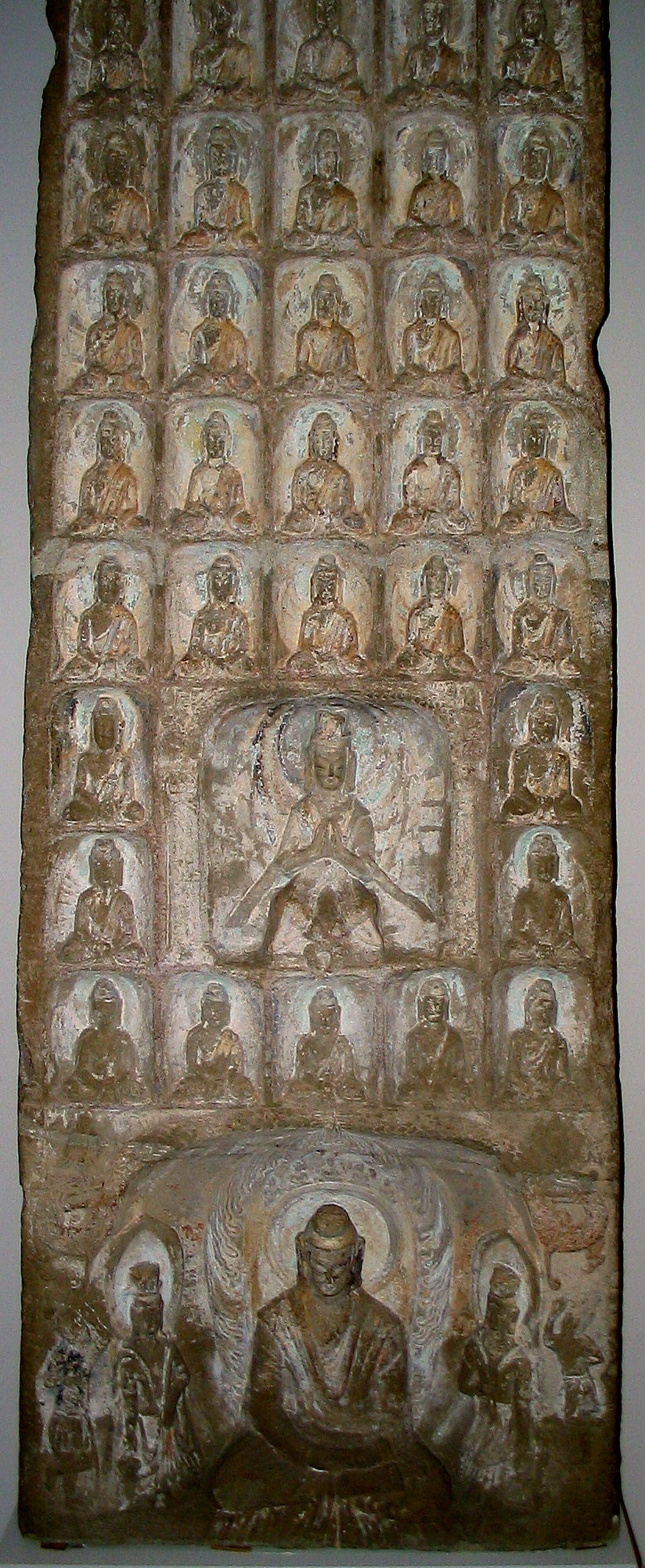
북위 (북조) 시대 중화인민공화국의 불교 석비, 583년 이후 건립
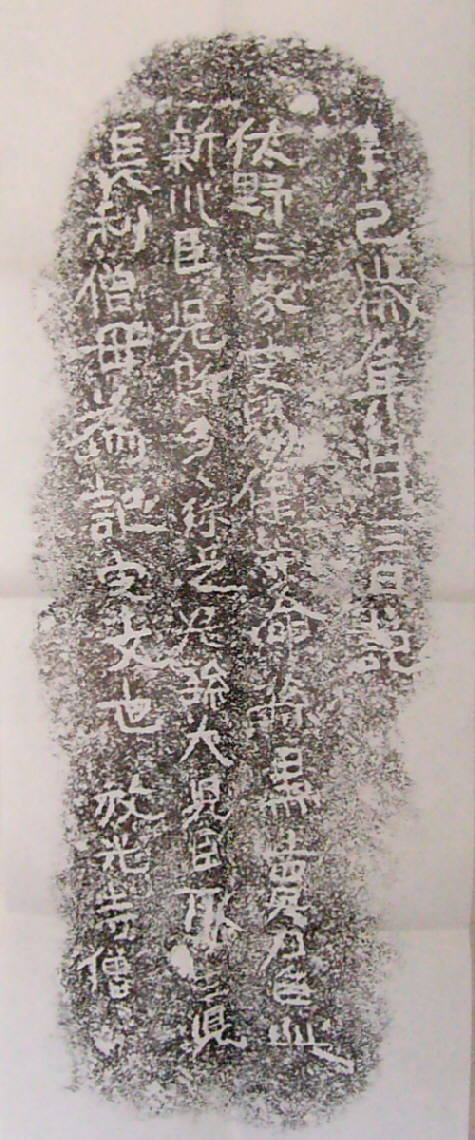
타카사키시의 야마노우에 석비(681년) 탁본, 일본의 3대 보호 석비 중 하나
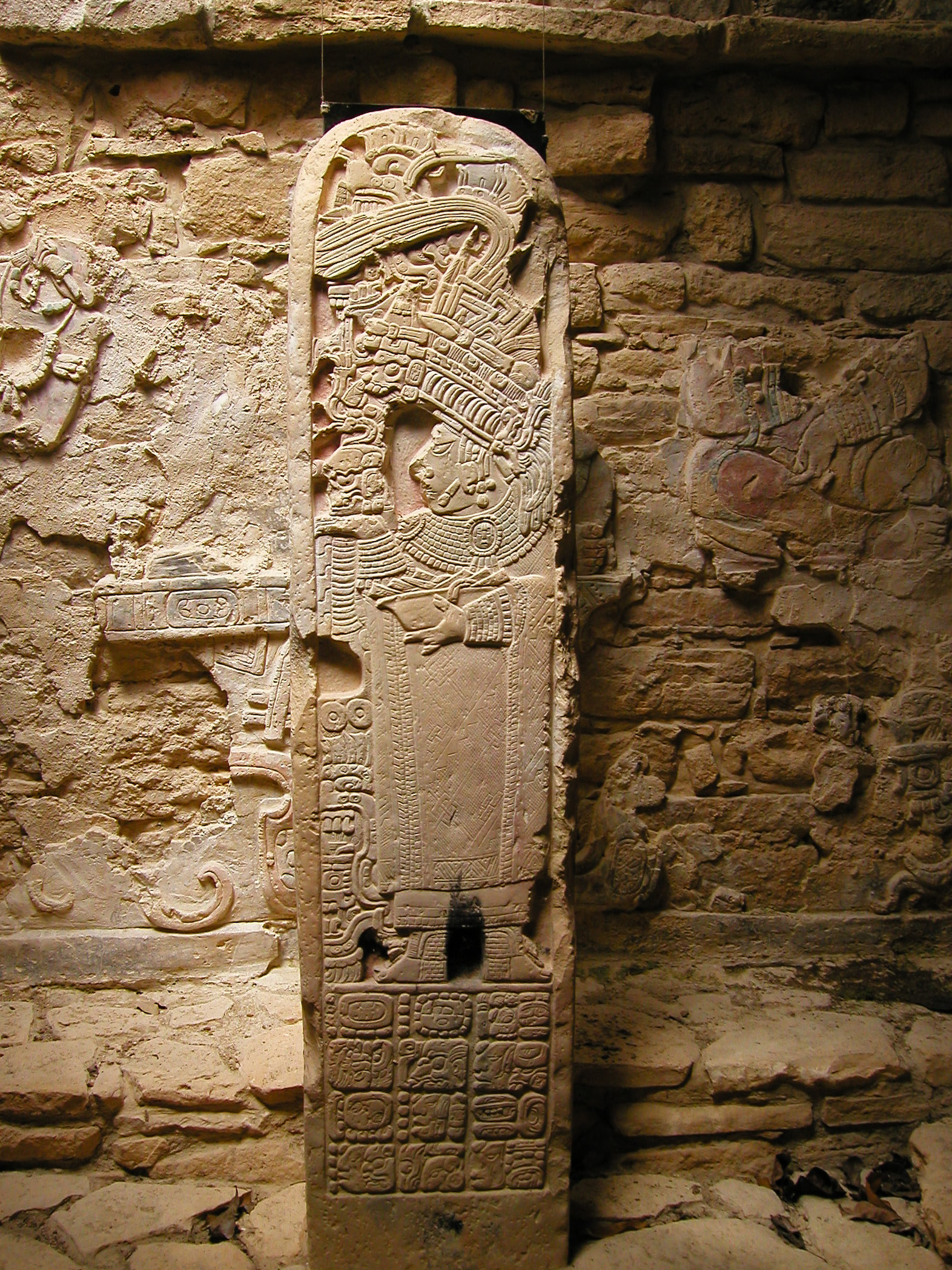
야슈칠란의 석비 35호(8세기), 쉴드 재규어 2세의 배우자인 레이디 이브닝스타를 묘사
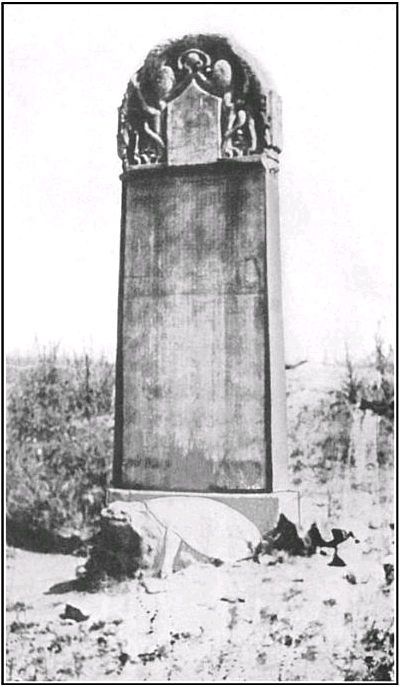
대진경교유행중국비 (781년)는 당나라 선교사 아러번의 성공을 중국어와 시리아어로 기록한다. 비시가 받치고 있으며 해외 반출이 금지되어 있다.
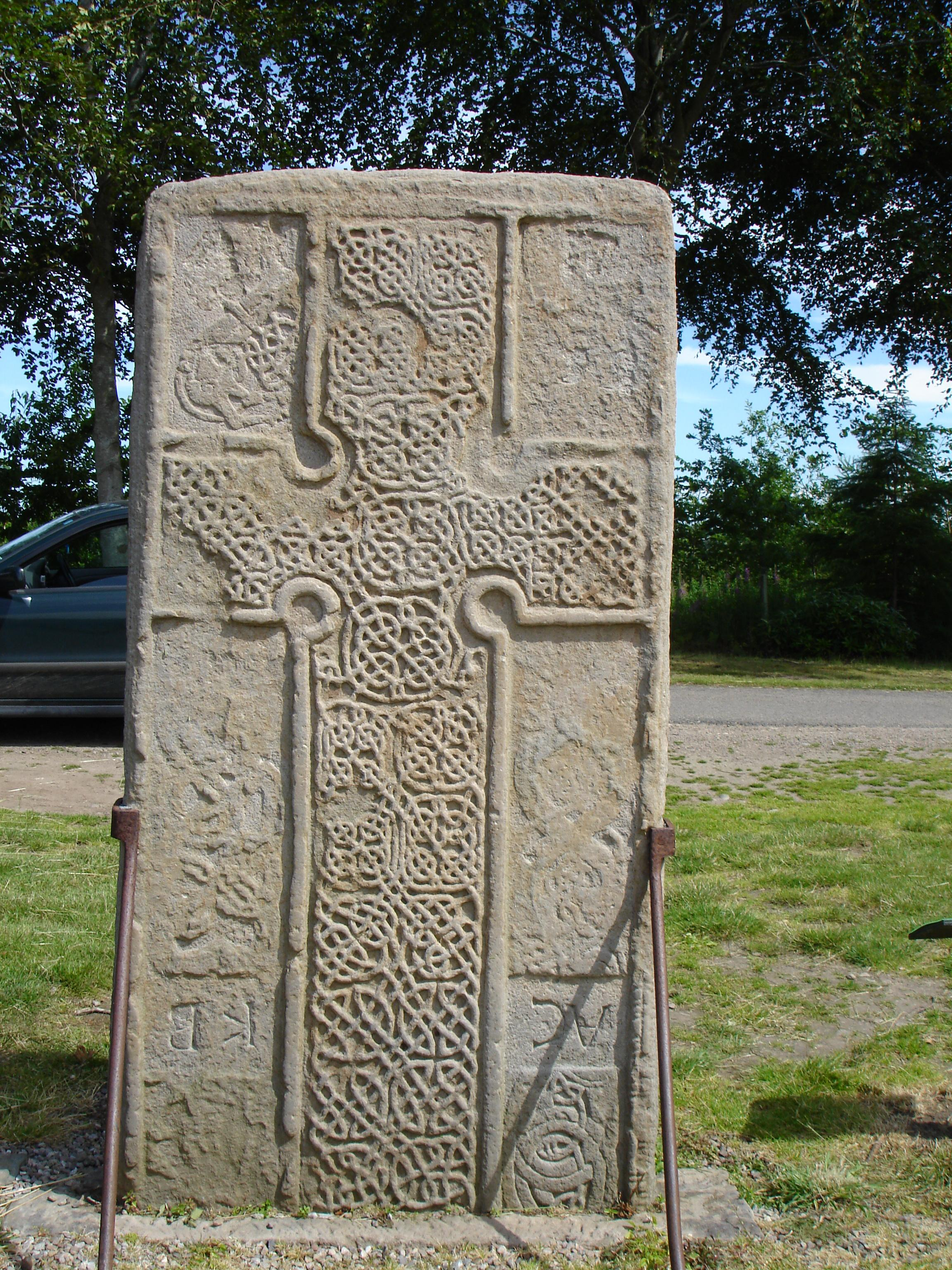
초기 중세 스코틀랜드의 슬래브형 십자가인 로드니 스톤
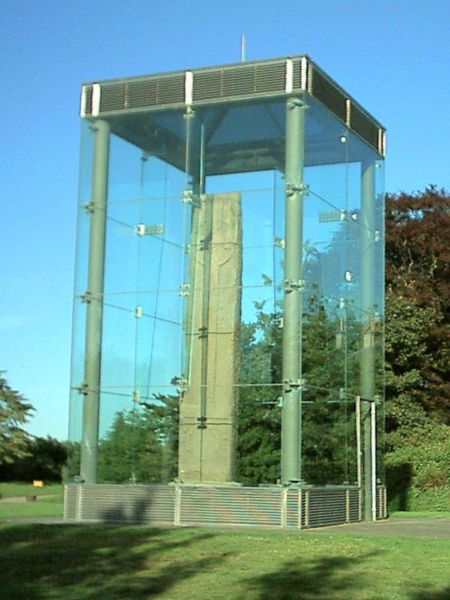
스코틀랜드 포러스의 수이노의 돌 ( 9세기c.), 픽트 석의 현대적 보존 노력 표시
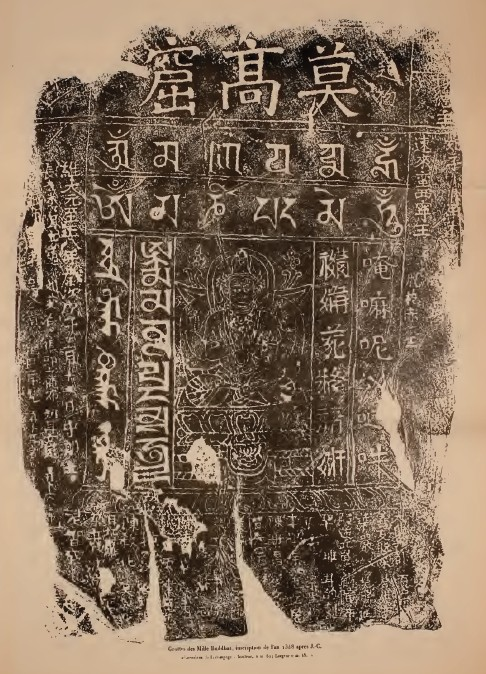
서녕왕 순회 왕자 석비 (1348년)의 탁본, 마니석으로 옴 마니 파드메 훔이 6개 언어로 새겨져 있다: 네팔어, 티베트어, 위구르어, 파스파, 서하어, 중국어.
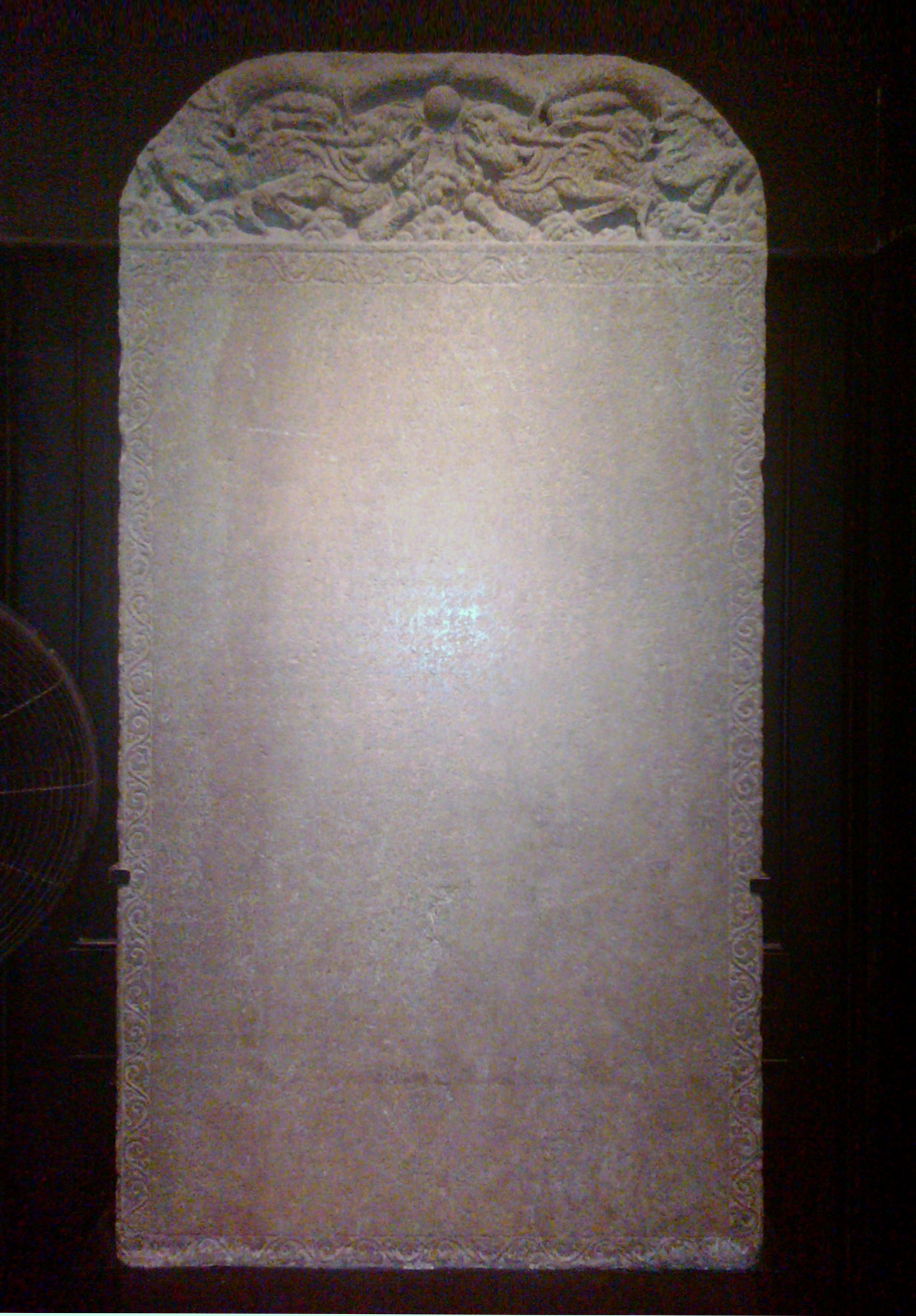
정화 (명나라)가 1409년 스리랑카에 남긴 갈레 석비, 중국어, 타밀어, 페르시아어로 된 삼국어 비문
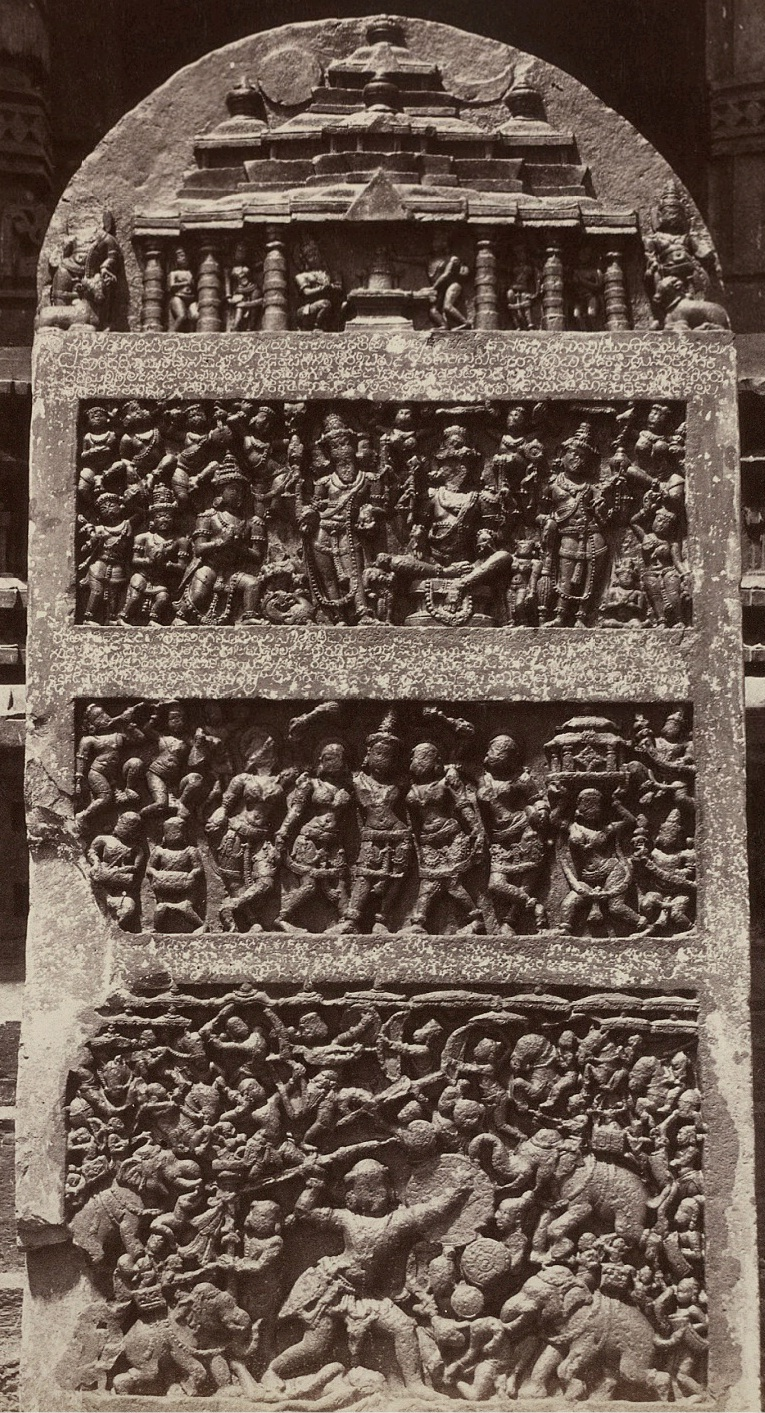
12세기 옛 칸나다어 비문이 새겨진 영웅석, 카르나타카주 항갈의 타라케슈바라 사원에서 발견
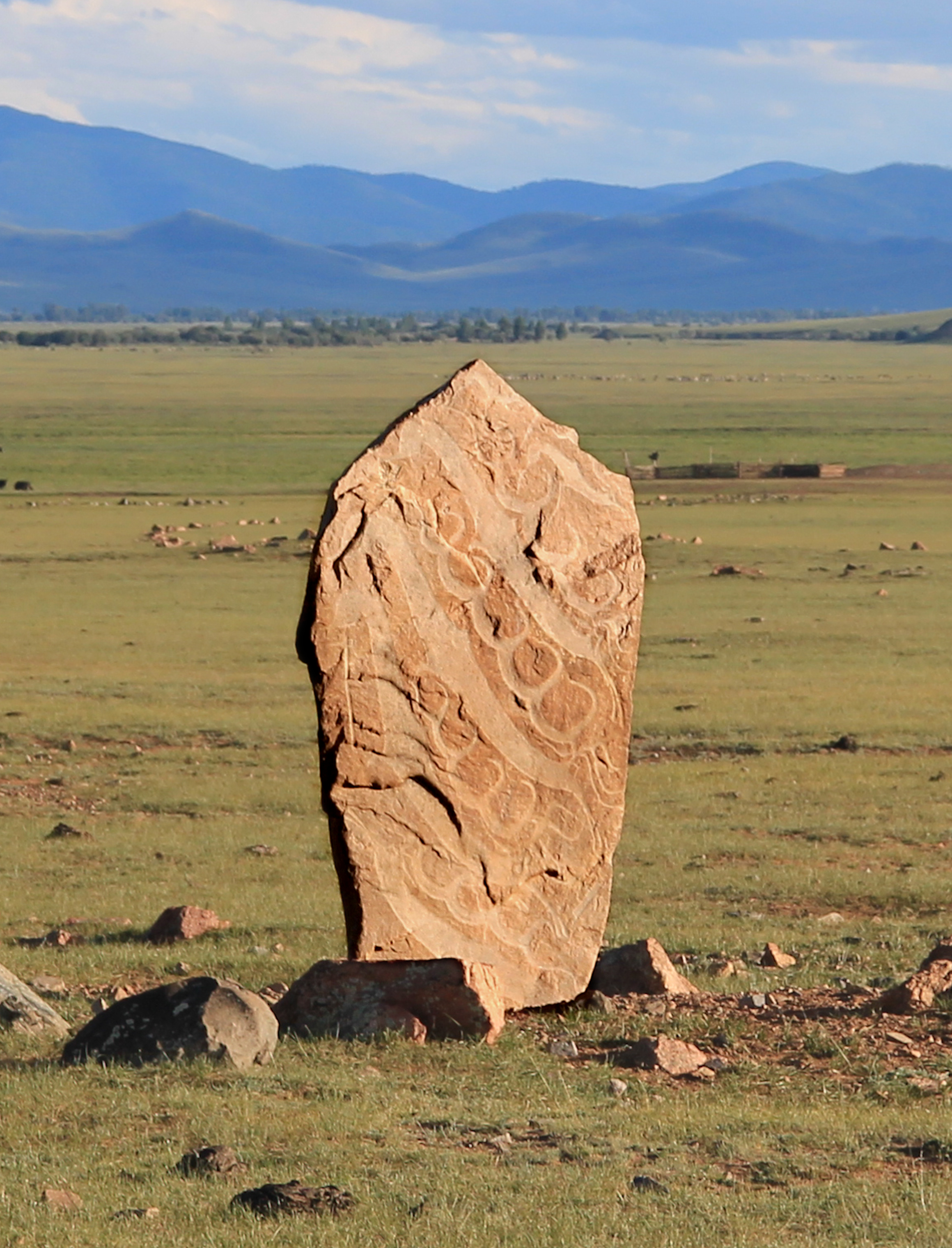
타미르 강 근처 아르항가이 주 차친 덴즈 사슴석
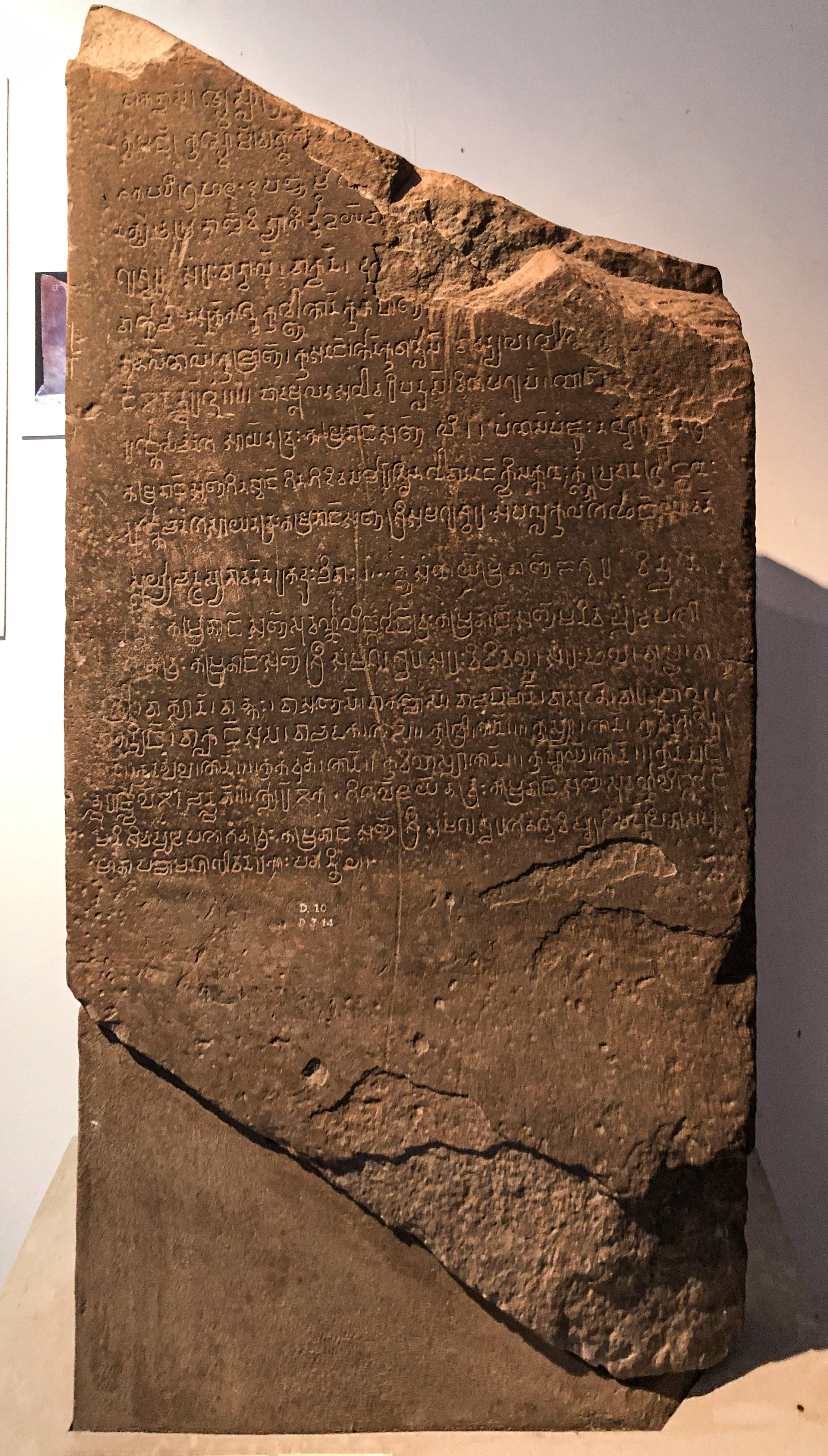
삼보르 비문. 십진수 "0"이 확정적으로 사용된 가장 오래된 기록을 담고 있다. "사카기원 605년"(683년)이라는 날짜는 크메르 숫자로 쓰여 있으며, 제작 연도를 나타낸다. 캄보디아 크라티에주에서 발견되었다.

## 같이 보기
- 묘비